# Wilfrid Laurier
Pour les articles homonymes, voir Laurier.
Wilfrid Laurier, né Henry Charles Wilfrid Laurier le 20 novembre 1841 à Saint-Lin, au Québec et mort le 17 février 1919 à Ottawa, en Ontario, est un avocat, journaliste, homme d'État et le septième premier ministre du Canada du 11 juillet 1896 au 7 octobre 1911 ainsi que le premier Canadien français à accéder à ce poste.
D'abord opposé à la Confédération, il ne conteste pas l'Acte de l'Amérique du Nord britannique de 1867, une fois adopté à Londres le 1er juillet 1867. La création du Dominion du Canada est pour lui un fait accompli et il décide de s'y rallier définitivement.
Député libéral à l'Assemblée législative du Québec de 1871 à 1874, Wilfrid Laurier est élu député fédéral en 1874, poste qu’il occupera pendant 45 ans, à l'exception d'un mois à l'automne 1877. Il devient chef du Parti libéral du Canada en 1887, succédant à Edward Blake. Il est le premier Canadien français à devenir premier ministre du Canada en 1896. Il est fait « Sir » lors du jubilé de diamant de la reine Victoria, le 21 juin 1897.
Il entretient l’ambigüité lorsqu’il est question du respect des droits du français dans les provinces à majorité anglophone, du maintien d’écoles confessionnelles et du rôle du Canada au sein de l’Empire britannique.
Sa posture d’équilibriste lui vaut de grands succès électoraux au début du 20e siècle, mais également de vives critiques de la part des conservateurs anglophones et des nationalistes canadiens-français, pour qui ses efforts de conciliation sont synonymes d’indécision chronique ou de compromission.
Wilfrid Laurier est un orateur exceptionnel, aussi bien en anglais qu'en français. Son éloquence est remarquée autant par ses partisans que par ses adversaires politiques. Le surnom « silver-tongued Laurier » ou « l’homme à la parole d’argent » lui est attribué en 1886 par le Montreal Star, un journal anglophone conservateur, après un important discours sur la pendaison du chef métis Louis Riel.
Les divisions découlant de la Première Guerre mondiale ternissent la fin de sa carrière politique. Le compromis et la conciliation tant recherchés par Laurier semblent des avenues futiles face aux importantes tensions nationales qui éclatent pendant la crise de la conscription de 1917-1918. Son rêve d’unité nationale reste toutefois vivant.

## Biographie

### De la naissance à la vie adulte (1841-1871)

#### La petite enfance
Henry Charles Wilfrid Laurier naît le 20 novembre 1841 dans le village de Saint-Lin, situé à une cinquantaine de kilomètres au nord de Montréal. Fils de Charles « Carolus » Laurier et de Marcelle Martineau, il est baptisé à l'église catholique du village le lendemain de sa naissance. Son parrain est son oncle Louis-Charles Beaumont, et sa marraine est sa tante Marie-Zoé Laurier.
Son père fait partie de la minorité de la population qui sait compter, lire, écrire et parler en français et en anglais. Arpenteur peu fortuné, Carolus Laurier cultive une terre à Saint-Lin-de-Lachenaie depuis 1834. Il s’intéresse vivement à la politique. Il lit Voltaire ainsi que Jean-Jacques Rousseau et se révèle un ardent démocrate. Ses idées politiques sont arrêtées : Carolus Laurier est un patriote bas-canadien. Il souhaite l’établissement d’un gouvernement électif, répondant du peuple, et la fin du régime colonial britannique autoritaire. Il fustige l'Acte d’Union de 1840, adopté à Westminster après les Rébellions de 1837-1838. Il s’oppose à la politique de conciliation des anciens patriotes Louis-Hippolyte La Fontaine et George-Étienne Cartier. Ceux qui, à leur instar, acceptent de travailler pour le gouvernement imposé du Canada-Uni (Canada-Est et Canada-Ouest), en forgeant de nouvelles alliances avec la majorité anglophone et protestante, sont à combattre.
Wilfrid Laurier n'a que six ans quand sa mère, Marcelle Martineau, meurt de la tuberculose, le 7 mars 1848. Son père se remarie dès le 3 juillet suivant avec Adéline Éthier, longtemps la servante de la maison. Ils auront plusieurs enfants. Carolus Laurier s'endette pour que son fils accède à un certain niveau d'instruction.
En 1847, le jeune Wilfrid commence ses études primaires en français à Saint-Lin-de-Lachenaie, qu’il complètera dans une école anglophone de New Glasgow, un village voisin fondé par des immigrants irlandais et écossais. De 1852 à 1854, il y est tour à tour pensionnaire dans deux familles anglophones : chez les Murray, des Écossais presbytériens, et ensuite chez les Kirk, des Irlandais catholiques. C’est un parcours scolaire atypique pour un Canadien français. Un accent écossais, selon ses biographes, aurait teinté son anglais pendant le reste de ses jours.

#### Les années de formation
De 12 à 19 ans, Wilfrid Laurier fréquente l’un des collèges classiques qui existent alors au Canada-Est : le Collège de l'Assomption, fondé en 1832. Laurier est considéré bon élève et doué pour les joutes oratoires. Il complète son cours classique en 1861, malgré une santé fragile, prompte au développement de bronchites.
Vivre et étudier dans un collège classique, c’est réciter des prières quotidiennes et devoir s’accommoder du conservatisme catholique ambiant. Le réseau des collèges classiques, mis en place par l’épiscopat du Bas-Canada, entend former une génération de fervents catholiques opposés aux idées des Lumières, au républicanisme français, à l’éducation publique et à toute réforme qui s’avancerait à dissoudre les liens entre l’Église et l’État.
Après l’Acte d’Union de 1840, l’Église ne conteste pas le pouvoir colonial britannique. Elle influence le développement de la société canadienne-française et se mêle directement de politique. Aux élections, le dicton « le ciel est bleu, mais l’enfer est rouge » est répété en chaire, en référence au soutien affiché par les religieux pour les conservateurs, les « bleus », et au dédain des libéraux, les « rouges ».
S’il complète son parcours académique avec brio, des signes révèlent une certaine aversion de Wilfrid Laurier pour l’idéologie dominante. Il lui arrive d’enfreindre les règles du collège pour aller entendre les discours de politiciens libéraux, dont ceux de Joseph Papin, député du comté de l’Assomption. Selon l’historien Réal Bélanger, à la toute fin de son cours classique en 1861, Laurier aurait avoué, à la foule réunie pour la distribution des prix de fins d’année : « Je n’ai jamais cru au pouvoir temporel du pape.»
Deux décennies plus tard, il écrit, en privé, sa pensée sur l’éducation prodiguée aux jeunes Canadiens français : « Les collèges sont imprégnés du conservatisme. L’éducation qui s’y transmet est entre les mains des prêtres, bons en soi, mais biaisés et très ignorants. Ignorants spécialement de l’histoire moderne parce qu’ils n’ont eu accès qu’aux volumes ultramontains. Tous leurs cours sont marqués de l’horreur du libéralisme.»
Il complète sa formation académique par des études en droit au McGill College (renommé Université McGill en 1885) de Montréal. C’est dans la métropole du Canada-Uni, où vivent près de 90 000 habitants, que Laurier parfait son éducation, en anglais et en français. Il séjourne dans la maison du docteur Séraphin Gauthier, un rouge, et de son épouse Phoebé qui a déjà habité à Saint-Lin-de-Lachenaie. Il y rencontre sa future épouse, Zoé Lafontaine, qui y loge aussi comme pensionnaire. En 1864, Laurier obtient son diplôme avec plusieurs mentions d'honneur et commence sa carrière d'avocat en ouvrant un bureau à Montréal. Il va d'ailleurs défendre des militants et politiciens ouvertement anti-conservateurs, comme l'échevin montréalais Méderic Lanctôt qui s'oppose vivement à une nouvelle union confédérative.

#### Le Parti rouge et l'opposition à la Confédération
À McGill, Laurier se lie d’amitié avec des membres de l'Institut canadien de Montréal, un groupe littéraire et politique fondé en 1844. Il s’agit d’un club intellectuel et politique, fermement attaché au libéralisme radical. L’Institut canadien teinte le paysage politique canadien-français du milieu du 19e siècle, même s’il ne recueille pas une grande adhésion populaire. Il marque cependant les idées et les intellectuels du temps. Opposés au conservatisme des élites politiques et religieuses, ses quelque 500 membres fondent une bibliothèque, dont plusieurs des livres sont consignés à l’Index.
Son programme d’action contredit la doctrine ultramontaine des évêques : il préconise la séparation complète de l’Église et de l’État, la neutralité religieuse en matière d’éducation, la primauté du droit individuel, l’abolition de la dîme obligatoire et même l’annexion avec la République des États-Unis.
En 1848, ce sont des membres de l’Institut canadien, dont les professeurs Antoine-Aimé Dorion et Rodolphe Laflamme de McGill, qui fondent officiellement le Parti rouge. Ils vouent une admiration à Louis-Joseph Papineau, patron d’honneur de l’Institut et ex-patriote revenu d’exil en 1845. Le parti est résolument anticlérical et quelques-uns de ses membres réussissent à se faire élire. Ils forment des alliances avec les réformistes du Canada-Ouest et accèdent au pouvoir pendant quelques jours en 1858, et encore en 1863.
Dès 1847, les « rouges » publient aussi leurs idées dans un journal, L'Avenir, dirigé par Jean-Baptiste-Éric Dorion, surnommé « l'enfant terrible » de la politique canadienne. Tout comme L'Avenir, d'autres journaux libéraux, comme Le Pays et Le Défricheur, sont successivement fondés, avant d'être ouvertement condamnés par l'épiscopat.
Rodolphe Laflamme accepte Laurier à titre de clerc dans son cabinet d’avocat. Il devient membre de l'Institut canadien en 1862 et en sera même le vice-président de mai 1864 à l’automne de 1866. L’Institut canadien ne se remettra jamais de la condamnation du Vatican en 1869 et finira par se dissoudre. Il aura toutefois marqué les débuts politiques de Wilfrid Laurier.
Au début des années 1860, une coalition se forme entre les conservateurs francophones de George-Étienne Cartier (Canada-Est), les conservateurs anglophones de John A. Macdonald (Canada-Ouest) et les réformistes anglophones de George Brown (Canada-Ouest). Une nouvelle union des colonies de l’Amérique du Nord britannique est avancée : c’est l’idée de la Confédération.
Le projet n’est pas une réponse à un soulèvement populaire et ne sera jamais soumis à l’électorat. L’intention est manifeste : mettre fin à l’instabilité politique au Canada-Uni où se succèdent des gouvernements minoritaires, développer l’économie des colonies britanniques et en protéger leur autonomie face aux États-Unis. Le Royaume-Uni voit la Confédération d’un bon œil. Les négociations débutent à Charlottetown en 1864. Les délibérations se tiennent à huis clos et seulement 4 des 33 délégués à la Conférence de Québec, en 1864, sont des Canadiens français. Une entente en ressort.
Le 10 mars 1865, la Chambre d'assemblée du Canada-Uni approuve l’entente de la Confédération à 91 voix contre 33. Au Canada-Est, le vote est plus serré : 37 députés votent pour et 25 votent contre, dont les rouges. Le vote est comptabilisé, mais l’issue n’est pas encore scellée par Westminster.
Le 1er novembre 1866 meurt Jean-Baptiste-Éric Dorion, député de Drummond-Arthabaska et rédacteur du journal Le Défricheur. Son frère Antoine-Aimé Dorion, le chef des rouges, prend Laurier sous son aile. Il le nomme à la direction du journal, publié depuis la région des Bois-Francs. Laurier y publie ses écrits les plus durs contre l'Union de 1840 et contre la Confédération.
Comme les députés rouges qui ont voté contre la Confédération, Laurier est opposé au projet. Unir le Canada-Est dans un ensemble plus vaste de colonies anglophones mettrait en péril la nationalité et le fait français, écrit-il dans un article de 1866 : « Dans le sein de cette union étrange, tous les éléments contraires vont se trouver en présence : l’élément catholique et l’élément protestant, l’élément anglais et l’élément français. De ce moment, il y aura lutte, division, guerre, anarchie ; l’élément le plus faible, c’est-à-dire l’élément français et catholique sera entraîné et englouti par le plus fort.»
Le 1er juillet 1867, l'Acte de l'Amérique du Nord britannique est officiellement adopté à Londres. La première constitution du Dominion du Canada est l'aboutissement des négociations menées depuis 1864. La demande des rouges, à l'effet que le peuple soit consulté, n'est entendue ni par les Pères de la Confédération ni par Westminster. La colonie du Canada-Uni, imposée en 1840, n'existe plus. Le Canada est désormais constitué de quatre provinces : l'Ontario, le Québec, le Nouveau-Brunswick et la Nouvelle-Écosse.
Comme Antoine-Aimé Dorion et beaucoup d'autres rouges, qui rebaptiseront leur organisation du nom de Parti libéral, Laurier décide de se rallier au Dominion du Canada. Cette décision pragmatique, digne de la realpolitik, marque un tournant dans le cheminement de Laurier : il préfère la diplomatie au combat, devant le fait accompli.
Cette façon de concevoir la politique, dans un nouveau dominion canadien divisé sur les plans économique, linguistique, ethnoculturel et religieux, le suivra pour le reste de sa carrière. S'il ne se présente pas aux premières élections fédérales en 1867, sa carrière prend néanmoins une tangente politique.

### Le député libéral (1871-1896)

#### L'entrée en politique

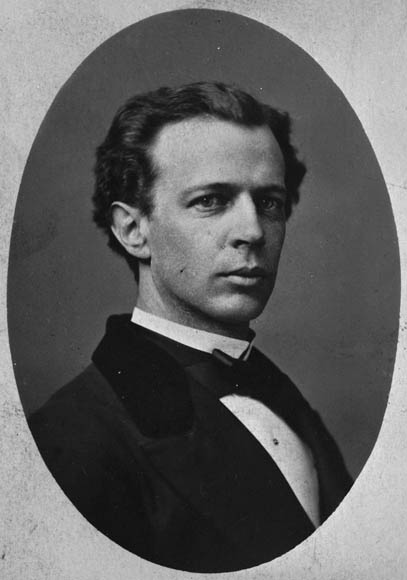
Wilfrid Laurier à 28 ans, 1869

En 1867, Wilfrid Laurier déménage dans les Bois-Francs, tissant des liens avec les libéraux de la région, dont notamment l’avocat Édouard-Louis Pacaud et son influent réseau. Laurier devient échevin, puis maire d'Arthabaskaville et enfin préfet de comté en 1881. Il y met sur pied un bureau d'avocat, où il pratiquera pendant 30 ans.
Il se présente dans la circonscription de Drummond-Arthabaska à l'élection québécoise du 11 juillet 1871. Il remporte l’élection avec une majorité de 750 voix. Il est l’un des 19 députés libéraux à être élu au Québec, contre 46 conservateurs.
À l'Assemblée législative du Québec, il se démarque par son éloquence, même s’il doit composer avec la réalité : le Parti libéral est peu populaire au Québec, n’a pas de programme politique et est attaqué autant par les élites bourgeoises comme George-Étienne Cartier que par le clergé.
À l'automne 1873, le gouvernement fédéral du Canada, mené par le conservateur John A. Macdonald, tombe à la suite du scandale du chemin de fer du Pacifique. Il est remplacé par les libéraux, dirigés par Alexander Mackenzie, qui convoque des élections pour le 22 janvier 1874. Laurier démissionne du poste de député provincial et décide de tenter sa chance au palier fédéral, où le Parti libéral a des chances de conserver le pouvoir.
Laurier se lance dans la campagne fédérale pour la circonscription de Drummond—Arthabaska. Il y est élu avec seulement 78 voix de majorité. Les libéraux de Mackenzie sont élus pour former le prochain gouvernement. À 32 ans, Wilfrid Laurier amorce sa carrière de député à la Chambre des communes. À l’exception d’un mois en 1877, il restera député fédéral de 1874 à 1919, soit pendant 45 ans.

#### Un libéralisme moins radical
La disparition de l’Institut canadien, l'emprise de l'Église sur la société canadienne-française et la mainmise politique des conservateurs québécois représentent des défis pour Wilfrid Laurier et le Parti libéral dans la province.
Le lien entre les conservateurs et l'épiscopat nuit grandement aux chances de succès des libéraux. Les idées républicaines n'ont pas la cote dans le Québec ultramontain des années 1870. Wilfrid Laurier et ses collègues attirent la méfiance et sont accusés d'anticléricalisme.
Des membres influents du clergé, dont l'évêque de Trois-Rivières, Mgr Louis-François Laflèche, les combattent publiquement. Le 21 avril 1871, quelques mois avant l'élection québécoise, ils publient leur « Programme catholique » dans le Journal de Trois-Rivières. Le texte donne des lignes de conduite précises aux électeurs : « Les hommes que vous envoyez vous représenter dans la législature sont chargés de protéger et de défendre vos intérêts religieux, selon l'esprit de l’Église […] Il est impossible de le nier, la politique se relie étroitement à la religion, et la séparation de l'Église et de l’État est une doctrine absurde et impie. »
Wilfrid Laurier tient compte de l’état des choses. Après quelques années, il arrive à proposer un nouveau type de libéralisme, détaché de son passé radical. Son discours sur le libéralisme politique, prononcé à Québec le 26 juin 1877, mousse sa notoriété et en fait l'organisateur du Parti libéral fédéral dans la province. Le discours atteste de son pragmatisme en politique. Il cherche à transformer le Parti libéral et même à obtenir des appuis au sein du clergé, quitte à s’attirer les foudres des libéraux les plus radicaux.
Devant 1 500 partisans libéraux du Club canadien de Québec, il affirme que son libéralisme en est un d’inspiration britannique : il est démocratique, non-révolutionnaire et s'accommode aussi bien de la monarchie que du catholicisme.
Conscient de « l'importance qu'il y a de définir sa position devant l’opinion publique de la province », il ne cache pas ses allégeances : « J'appartiens au Parti libéral. Si c'est un tort d’être libéral, j'accepte qu'on me le reproche ; si c'est un crime d'être libéral, ce crime, j'en suis coupable. »

Il se distancie ensuite des républicains d'Europe et loue la monarchie constitutionnelle britannique : « Il est vrai qu'il existe en Europe, en France, en Italie et en Allemagne, une classe d'hommes qui se donnent le titre de libéraux, mais qui n'ont de libéral que le nom, et qui sont les plus dangereux des hommes. Ce ne sont pas des libéraux, ce sont des révolutionnaires […] Avec ces hommes, nous n'avons rien en commun. »

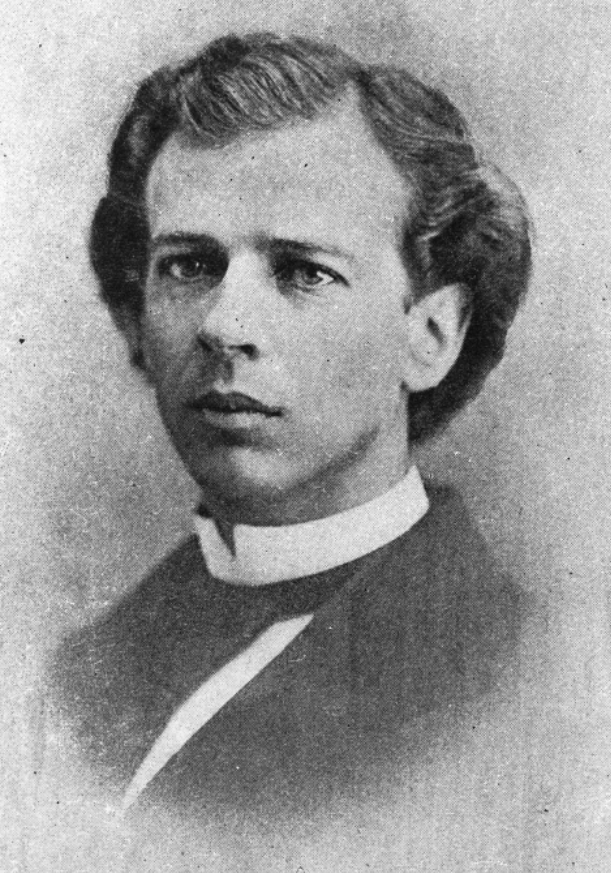
Wilfrid Laurier, 1874.

Le 8 octobre 1877, le premier ministre Mackenzie le nomme ministre du Revenu. Il devient le libéral québécois le plus connu du Canada, le successeur d'Antoine-Aimé Dorion. La coutume veut alors qu’un nouveau ministre soit confirmé dans ses fonctions via une réélection. Une partielle est ainsi déclenchée dans le comté fédéral de Drummond-Arthabaska, pour le 27 octobre 1877.
Pendant la campagne, les évêques du Québec publient une lettre pastorale qui suggère un changement de cap important : on demande aux curés de ne pas s'ingérer dans l'élection, en soulignant que Rome ne condamne aucun parti politique canadien. C'est un tournant dans les relations entre le Parti libéral et les élites religieuses.
Wilfrid Laurier est cependant défait par 22 voix à l'élection partielle. Pendant un mois, il ne siège donc pas comme député fédéral. Ce sera sa seule défaite électorale personnelle en 48 ans de vie politique.
Le député libéral de Québec-Est, Isidore Thibaudeau, lui cède son comté. À l'élection partielle du mois suivant, le 28 novembre 1877, Wilfrid Laurier est élu dans Québec-Est. Il y sera élu sans interruption et conservera ce siège jusqu’à sa mort, en 1919.
Si Laurier est élu, le gouvernement libéral perd les élections générales du 17 septembre 1878. Au Québec, les libéraux ne ravissent que 18 sièges sur 65. Laurier s'éloigne de la joute parlementaire en s'adonnant à son métier d’avocat. Il est un secrétaire parlementaire efficace, aux côtés du chef libéral Edward Blake, mais l'historien Réal Bélanger note son découragement.

#### La renommée
L'énergie revient en 1885. La pendaison de Louis Riel commande une action politique. Louis Riel avait mené les Métis francophones pendant la rébellion de la rivière Rouge en 1869-1870, forçant la création de la province du Manitoba. Dépossédés de leurs terres, les Métis et Louis Riel déclenchent une nouvelle rébellion aux abords de la rivière Saskatchewan en 1885. Cette fois, le soulèvement est maté par le gouvernement du Canada.
Le 15 mai 1885, Louis Riel se livre au général de la milice canadienne. Il est formellement accusé de trahison, mais le procès qu'on lui intente concerne davantage la mort d'un orangiste, Thomas Scott, tué par les Métis en 1870. Le procès n'est pas encore commencé que Wilfrid Laurier en fait son sujet principal à la Chambre des communes, le 7 juillet 1885 : « Je reproche ceci au gouvernement, d'avoir, pendant des années et des années, ignoré les justes réclamations des Métis de la Saskatchewan. »
Au terme du procès, Louis Riel est condamné par un juge et six membres du jury anglophones protestants. Le 16 novembre 1885, Louis Riel est pendu. La furie s'empare du Québec.
Six jours plus tard, au Champ-de-Mars à Montréal, le premier ministre de la province québécoise, Honoré Mercier, déclare : « Riel, notre frère, est mort ». Laurier prend la parole devant l'immense foule de 50 000 personnes. Montréal compte alors 140 000 habitants. Toutes les élites politiques du temps, libérales, conservatrices, ultramontaines, y sont. Laurier y fait une déclaration qui marque l'histoire canadienne : « Si j'avais été sur les bords de la Saskatchewan, j'aurais, moi aussi, épaulé mon fusil. » 
Wilfrid Laurier prononce un autre discours, en anglais, à la Chambre des communes, sur le même sujet, en mars 1886. C’est « le meilleur discours parlementaire jamais prononcé au Parlement du Canada depuis la Confédération », selon Edward Blake. « Silver-tongued Laurier » est consacré par le Montreal Star, un journal pourtant conservateur.

#### Le chef du Parti libéral du Canada
Le premier ministre conservateur John A. Macdonald annonce des élections générales pour le 22 février 1887. Malgré l'affaire Riel, son gouvernement l'emporte à nouveau. Edward Blake démissionne le 2 juin 1887. Un nouveau chef doit être choisi et Blake désigne Laurier. Ce dernier refuse d'abord en disant qu'un Canadien français serait incapable de remplir une telle fonction, mais il finit par accepter. À 45 ans, le 23 juin 1887, Wilfrid Laurier devient le chef du Parti libéral du Canada.
Il doit guider son parti dans les débats qui font rage. Il réfléchit à une politique économique et développe l’idée d’une union commerciale avec les Américains, inspirée de l'ancien traité de réciprocité de 1854-1866 entre le Canada-Uni et les États-Unis. La Politique nationale de John A. Macdonald, protectionniste, est toutefois encore très populaire. Laurier décide de ne pas imposer son projet d'union commerciale avec les États-Unis.
Des conservateurs anglophones protestants du Canada attaquent les idées économiques du chef Laurier, mais il se forme aussi des associations comme l’Equal Rights Association de l'Ontario, qui combattent sur un autre front. Les impérialistes conservateurs prônent l'assimilation des Canadiens français.
Le député ontarien Dalton McCarthy, orangiste protestant très influent, résume la pensée des plus ardents conservateurs : « Il s'agit de savoir si c'est la reine ou le pape qui règne sur le Canada. Il s'agit de savoir si ce pays sera anglais ou français. [...] Nous sommes ici en pays britannique et plus nous nous hâterons d'angliciser les Canadiens français, de leur enseigner à parler l'anglais, moins nous aurons d'ennuis à surmonter dans l'avenir.»
En 1889-1890, le gouvernement libéral du Manitoba, dirigé par Thomas Greenway, s’inscrit dans cette voie. Il dépose deux projets de loi : le premier abolit le français comme langue officielle et l'autre jette les bases d'un système d’enseignement non confessionnel, dirigé et financé entièrement par la province. Cela contrevient à l'important Article 93 de l'Acte de l'Amérique du Nord britannique, censé protéger les droits des minorités linguistiques et religieuses. Selon cet article, toute province a la compétence exclusive en matière d'éducation, mais elle doit exercer ses pouvoirs en protégeant aussi le droit des minorités de compter sur des écoles confessionnelles.
Laurier ne réagit pas publiquement aux actions du gouvernement libéral provincial du Manitoba. Il attend de voir ce que fera le gouvernement canadien. Il accepte la décision du gouvernement fédéral de John A. Macdonald de confier l'affaire aux tribunaux pour voir si la province a le droit d'agir ainsi malgré la constitution canadienne de 1867.
Une nouvelle défaite libérale, la première de Laurier à titre de chef, aux élections générales du 5 mars 1891, sème la déception. La mort de John A. Macdonald, dès le 6 juin suivant, représente toutefois un défi pour le nouveau gouvernement conservateur, qui verra quatre chefs en cinq ans se succéder au poste de premier ministre.
Wilfrid Laurier prépare le Parti libéral pour la prochaine élection. Jusqu'en 1894, il ne fait pas part, publiquement, de ses opinions sur les écoles séparées et les droits du français au Manitoba, sachant son parti divisé. En 1895, le Conseil privé de Londres confirme le droit du gouvernement fédéral d'intervenir pour réparer l'injustice causée en 1890 par la loi manitobaine.
Wilfrid Laurier joue la carte de la modération et de l'apaisement. Il propose de négocier avec le gouvernement du Manitoba. Dans l'espoir de protéger autant les droits de la minorité franco-catholique et que de respecter l'autonomie des provinces, il propose la conciliation.
Il reprend l'une des fables d’Ésope, Le vent du nord et le soleil, pour dénoncer l'attitude autoritaire du gouvernement fédéral : « Le gouvernement est très venteux. Il souffle, rage et menace, mais plus il le fait et plus Greenway s'accroche à son manteau. Si j'en avais le pouvoir, j'essaierais la voie ensoleillée. J'approcherais Greenway avec le chaud rayon du patriotisme, je lui demanderais d'être juste et équitable, d'être généreux envers la minorité afin que la paix règne entre les croyances et les races qu'il a plu à Dieu de nous envoyer dans le coin de pays que nous partageons. »
La « voie ensoleillée » ou le « sunny way », comme approche conciliatrice, frappe l'opinion publique et l'imaginaire collectif.
Le gouvernement conservateur présente un projet de loi réparateur en 1896. Au lieu d'accorder son appui au gouvernement conservateur, Laurier demande un report de six mois du projet de loi, sachant les élections inévitables après cinq ans de règne conservateur.
Wilfrid Laurier remporte les élections générales du 23 juin 1896, fort d'une majorité de 30 sièges. Le Québec lui donne 49 comtés sur 65. Le Parti conservateur récolte cependant davantage de voix : 46,1 % contre 45,1 %.

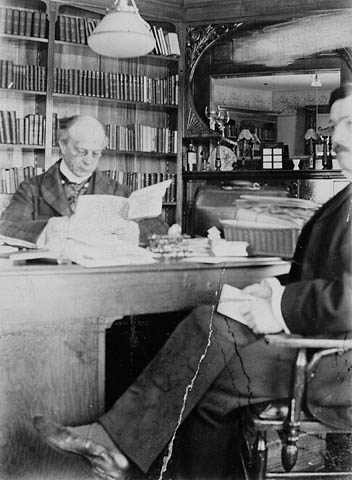
Sir Wilfrid Laurier et son secrétaire M. Boudrias dans sa bibliothèque à Ottawa, vers 1897.

Laurier est le premier Canadien français à devenir premier ministre du Canada. Son cabinet compte plusieurs anciens premiers ministres provinciaux : Henri-Gustave Joly de Lotbinière (Québec), Oliver Mowat (Ontario), William Stevens Fielding (Nouvelle-Écosse), Andrew George Blair (Nouveau-Brunswick).

### Le premier ministre du Canada (1896-1911)

#### Les droits de la minorité francophone et catholique au Canada

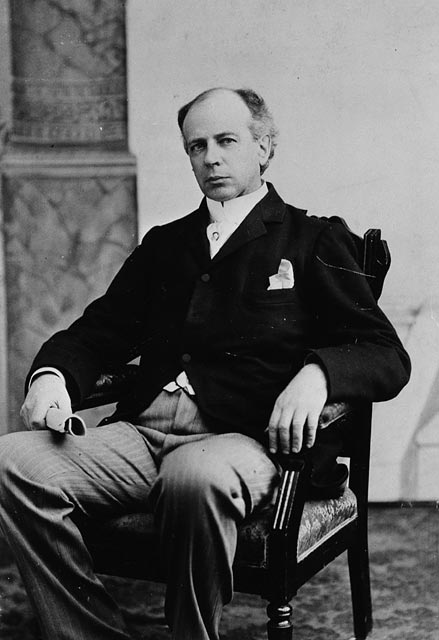
Wilfrid Laurier, circa 1897.

Une fois élu, Laurier doit trouver une solution à la question des écoles catholiques de langue française au Manitoba. Aidé de son nouveau ministre manitobain Clifford Sifton, il négocie avec le gouvernement provincial de Thomas Greenway. Wilfrid Laurier prêche la tolérance et tente de satisfaire à la fois francophones et anglophones, catholiques et protestants.
Un accord est conclu en novembre 1896. Le règlement Laurier-Greenway ne rétablit pas les écoles séparées, mais il permet à la minorité religieuse du Manitoba de bénéficier d'une éducation catholique, si le nombre d'élèves est suffisant. Les jeunes catholiques pourront recevoir une demi-heure d'enseignement religieux à la fin des classes, entre 15h30 et 16h00. Dans les écoles fréquentées par au moins 10 enfants parlant le français ou toute autre langue sauf l'anglais, l'enseignement pourra être donné en anglais et dans la langue maternelle.
Le règlement Laurier-Greenway est mal accueilli au Canada français. Les catholiques francophones se sentent trahis. En vertu de l'accord, les minorités, dont celle catholique, n'ont plus le droit d'éduquer leurs enfants dans leurs écoles confessionnelles séparées. Ce droit scolaire, au sens conféré par la constitution de 1867, n'est donc plus protégé par le gouvernement fédéral. La solution manitobaine, que Laurier prétend définitive, marque un précédent qui n'est pas sans conséquence lorsque viendra le temps de fonder de nouvelles provinces canadiennes.
La minorité franco-catholique du Manitoba exprime sa colère. Mgr Adélard Langevin, archevêque de Saint-Boniface au Manitoba, fait entendre son opposition. À la demande de Laurier, le Vatican envoie Mgr Rafael Merry del Val pour étudier la question. S'appuyant sur les résultats de son enquête, le pape Léon XIII rédige l'encyclique Affari vos : le compromis Laurier-Greenway lui semble insuffisant, imparfait, mais il demande aux évêques de l'accepter, quitte à demander des améliorations ultérieurement. L'affaire en reste là pour le Manitoba, mais la question va ressurgir dans les Territoires du Nord-Ouest, là où la population s'accroît rapidement. Dans ce qui deviendra la Saskatchewan, la population passe de 20 000 à 258 000 habitants entre 1880 et 1906.
La question de créer une ou plusieurs nouvelles provinces est débattue à Ottawa. Laurier tranche pour la création de deux provinces et préside, en 1905, à l'entrée de l'Alberta et de la Saskatchewan. Issues des Territoires du Nord-Ouest, elles deviennent les 8e et 9e provinces du Dominion.
Le sort des écoles confessionnelles séparées se pose de nouveau. Depuis 1875, une loi fédérale « accordait à la minorité catholique des Territoires, le plein droit à des écoles séparées et à l'aide financière requise.» La loi fédérale avait toutefois été diluée par les « ordonnances de 1892 et 1901 du gouvernement des Territoires, qui avait réduit considérablement les possibilités d'existence même des écoles séparées. »
En 1901, c’est un système d'écoles publiques, où l'enseignement en français est interdit au-delà de la 2e année, qui est implanté. Si quelques écoles séparées sont tolérées, elles doivent survivre sans aide gouvernementale et être supervisées par le Département public d’éducation des Territoires.
En 1905, Laurier veut revenir aux dispositions inscrites dans la Confédération. Il prétend que le gouvernement fédéral possède un droit de regard quand vient le temps de protéger les écoles confessionnelles déjà existantes, lors de la fondation de nouvelles provinces.
Les adversaires de Laurier rejettent cette volonté d’interférence du gouvernement fédéral dans les affaires scolaires de la Saskatchewan et de l'Alberta. L'influent ministre Clifford Sifton, bras droit de Laurier dans le développement de l'Ouest canadien, démissionne du cabinet lorsque son chef se montre plus intéressé à protéger les droits scolaires des minorités que les juridictions des provinces en matière d'éducation.
La majorité anglophone des Prairies mettent de la pression et Laurier finit par reculer. Après de longs débats aux Communes et plusieurs amendements, les lois fédérales de 1905, créant les provinces de l'Alberta et de la Saskatchewan, conviennent du droit des nouvelles provinces de conserver des systèmes d'écoles publiques. Les dispositions sont pratiquement calquées sur l'ordonnance de 1901 de l'Assemblée des Territoires du Nord-Ouest.
En somme, l'école doit décourager la pluralité religieuse et linguistique. Les enfants doivent être scolarisés en anglais, mais l'enseignement du français est permis à certains moments de la journée. Les écoles confessionnelles sont tolérées, mais elles ne sont pas subventionnées. Les minorités catholiques peuvent les maintenir avec leurs propres moyens, mais on doit y enseigner le curriculum provincial.
Les concessions faites au français et aux écoles séparées en Alberta et en Saskatchewan sont très fragiles. D'ailleurs, elles « disparaissent pour la plupart en 1918, à la faveur d'une série de ‘réformes’ scolaires […] À l'extérieur du Québec, le Canada se veut un pays de langue anglaise. »

#### Le développement de l'Ouest du Canada
Les choses sont plus faciles sur le plan économique. Le gouvernement Laurier profite d'une conjoncture nettement favorable. Les récessions du 19e siècle font place à une longue période de croissance. Entre 1900 et 1914, l'Ouest est le moteur d'une embellie économique jamais vue.
Le premier ministre conçoit un grand projet mobilisateur pour le Canada. Avec son ministre Clifford Sifton, il entreprend de développer l'Ouest canadien. Dans un célèbre discours, le 14 octobre 1904 à Toronto, Laurier exprime ses grands espoirs : « Sir Wilfrid dit à son auditoire que de même que le 19e siècle a été connu dans l'histoire comme le siècle du progrès des États-Unis, ainsi le 20e siècle sera connu comme celui du progrès du Canada. »
Les produits de l'agriculture sont en demande dans les pays industrialisés, le prix du blé augmente, les bonnes terres se raréfient aux États-Unis, les coûts de transport sont moindres : en somme, le potentiel de l'Ouest du Canada est indéniable.

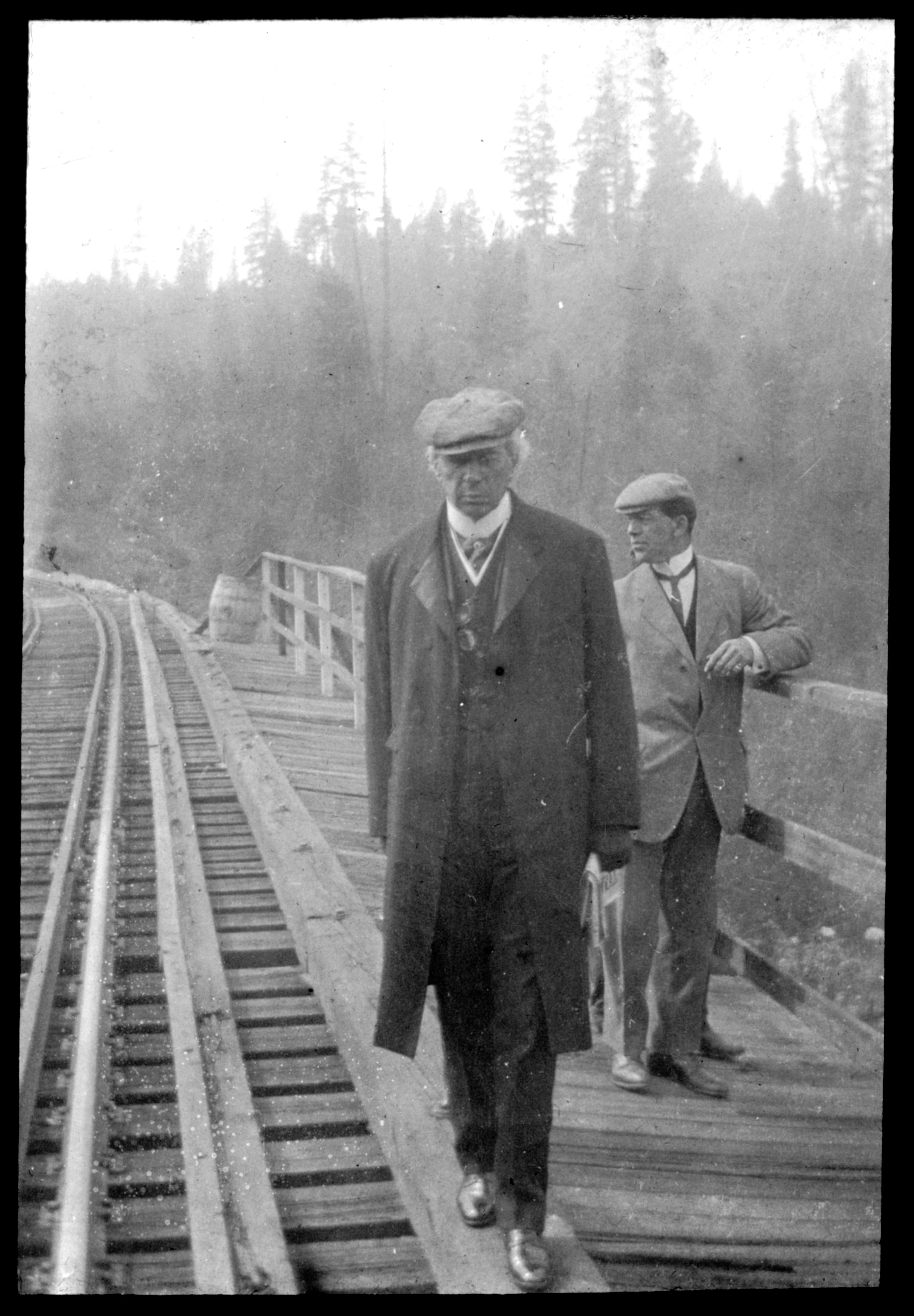
Wilfrid Laurier, circa 1910.

Le gouvernement du Canada centralise ses efforts pour attirer des centaines de milliers d'immigrants en provenance d'Europe. Plus de 700 000 personnes viennent s'établir au Manitoba, en Saskatchewan et en Alberta entre 1901 et 1911. Durant la seule année 1901, 55 747 personnes s'installent au Canada. Elles sont 89 102 à le faire en 1902 et 138 660 en 1903.
Les agents de l'immigration sont très actifs au Royaume-Uni et en Europe continentale. Les Américains, les Anglais, les Écossais, les Irlandais, les Ukrainiens, les Russes, les Hongrois, les Islandais et les Allemands sont invités à venir au Canada, en échange d'une terre gratuite.
Dans une très faible mesure, les Français et Belges le sont également. Si l'opération est un succès en Europe, le résultat est clair : les francophones ne sont pas dans la mire du ministre Clifton et de ses agents. Les immigrants qui viennent au Canada sont anglophones ou, s'ils ne parlent ni français ni anglais, seront invités à vivre dans la langue de Shakespeare une fois arrivés ici.
L'arrivée de tant d'immigrants va de pair avec la production de blé qui connaît un « boom » jamais vu dans l'Ouest. La production comble tous les besoins du Canada et l'exportation est désormais possible. La prospérité crée de nouveaux besoins en matière de transport. Il faut transporter le blé de l'Ouest vers les ports de l'Est du Canada.
Les trains du Canadien Pacifique ne suffisent plus et le gouvernement entreprend de construire un autre chemin de fer transcontinental. Laurier y tient. En 1903, il confie à la compagnie du Grand Tronc la tâche de mener à bien le projet. Les tronçons Est et Ouest seront achevés en 1913 et 1914. Par ailleurs, une compagnie privée dirigée par William Mackenzie et Donald Mann entreprennent la construction d'un autre transcontinental : le Canadian Northern est achevé en 1915.
L'économie en forte croissance, Laurier est facilement réélu aux élections du 7 novembre 1900. Les libéraux remportent 133 sièges, contre 80 pour les conservateurs. Au Québec, les libéraux sortent vainqueurs dans 57 circonscriptions sur 65.
Une autre importante majorité conforte son gouvernement quatre ans plus tard, aux élections du 3 novembre 1904. Cette fois, Laurier remporte une majorité de 64 sièges, son résultat le plus éclatant en carrière. Son opposant, le chef conservateur Robert Laird Borden, est même défait dans son propre comté.

#### Le Canada et l'Empire britannique
Le Dominion du Canada n'est pas un pays indépendant. Ses liens avec le Royaume-Uni sont inscrits dans l'Acte de l'Amérique du Nord britannique de 1867. Wilfrid Laurier entretient une relation courtoise avec la mère-patrie britannique. S'il évoque souvent son attachement pour la monarchie et le parlementarisme britanniques, notamment lors des conférences coloniales qui le conduisent en Angleterre, il ne manque pas de souligner son allégeance au Canada. Il est fier sujet britannique, mais Canadien d'abord, selon ses propres dires.
En 1897, Laurier rappelle l'affection du Canada à la Couronne britannique lors du jubilé de diamant de la reine Victoria, soulignant le 60e anniversaire de son accession au trône en 1837. L'occasion est belle et la reine lui confère la noblesse en le faisant chevalier grand-croix de l'ordre de Saint-Michel et Saint-Georges. Wilfrid Laurier est maintenant désigné par l'adresse « Sir » et son épouse, par celle de « Lady ». 
Les Canadiens français réservent un accueil triomphal à Laurier, au retour de son premier voyage en Europe. Les foules se pressent au port de Québec pour saluer celui qui vient de se faire « sirer », comme il est coutume de le dire à l'époque. Wilfrid Laurier gagne en prestige, mais mener un dominion canadien si intimement lié à l'Empire britannique n'est pas toujours facile.
Les conférences coloniales, qui se succèdent en Angleterre en 1897, 1902, 1907 et 1911, donnent la mesure du chef d'État qu'est maintenant devenu Wilfrid Laurier. Ses discours font parfois dans les hyperboles : « I am British to the core», affirme-t-il en 1897 à Westminster, traduit par le journal Le Courrier du Canada comme « Anglais jusqu'au bout des ongles». Le discours enchante les impérialistes canadiens-anglais qui s'attendent à ce que les actes suivent les paroles. Quant à eux, les nationalistes canadiens-français, dont le député libéral Henri Bourassa, se dissocient des envolées de Sir Wilfrid.
Au début du 20e siècle, certaines demandes des impérialistes britanniques et canadiens-anglais mettent à rude épreuve la posture d'équilibriste de Laurier. Un conflit éclate en Afrique australe : c'est la Guerre des Boers (1899-1902). Le conflit est initié par la Grande-Bretagne. Les Britanniques attaquent le peuple des Boers, qui vivent au Transvaal et dans l'État libre d'Orange. Le Royaume-Uni demande un appui militaire du Canada.
Le conflit dévoile des désaccords fondamentaux entre impérialistes canadiens-anglais et nationalistes canadiens-français. Des Canadiens anglais de l'Imperial Federation League militent fortement en faveur d'une intervention militaire du Canada, aux côtés du Royaume-Uni. Les Canadiens français se montrent peu enclins à combattre les Boers au nom de l'Empire britannique. Le député libéral Henri Bourassa, indépendant de fortune, s'oppose à toute participation du Canada dans une guerre menée par les Britanniques. Il le dit publiquement à son chef, Wilfrid Laurier.
Le premier ministre, pris entre deux feux, décide, sans l'accord du parlement, d'envoyer uniquement des soldats volontaires, au nombre d’un millier, au lieu des milices que souhaitent les Britanniques. Pour les impérialistes canadiens, ce n'est pas assez, eux qui souhaitent envoyer 5 000 militaires. Pour Bourassa, c'en est trop. Il quitte son siège de député. Un échange entre Bourassa et Laurier, devant des députés, le 12 octobre 1899, marque les esprits. À Bourassa qui demande : « Avez-vous tenu compte de l'opinion de la province de Québec ? », Laurier réplique : « Mon cher Henri, la province de Québec n'a pas d'opinion, elle n'a que des sentiments. »
Les deux hommes resteront ensuite des adversaires acharnés. Henri Bourassa s'allie avec de jeunes nationalistes, dont Armand Lavergne et Olivar Asselin, et fonde la Ligue nationaliste canadienne en 1903 à Montréal. La Ligue s'oppose non seulement à l'ingérence du Royaume-Uni dans la politique canadienne, mais aussi à toute implication canadienne dans les guerres menées au nom de l'Empire britannique.
La question des frontières de l'Alaska pose un autre problème. Les États-Unis avaient acquis l'Alaska de la Russie en 1867, mais certaines frontières n'avaient jamais été formellement établies. En 1903, les États-Unis tiennent à clarifier la situation. Le Canada considère qu'une partie du territoire revient à la province de la Colombie-Britannique. Un tribunal d'arbitrage est mandaté.
Le Canada n'étant pas un pays indépendant, Londres envoie Lord Alverstone, juge en chef de la Chambre des lords, pour trancher la question face aux négociateurs canadiens et américains. En octobre 1903, tenant à préserver les liens qui unissent les États-Unis et le Royaume-Uni, le juge donne raison aux Américains. Le Canada se sent trahi, mais dans un système où le Canada ne jouit pas d'une pleine indépendance, c'est Westminster qui a le dernier mot en matière de d'affaires étrangères.
Si le mandat populaire donné à Wilfrid Laurier est encore solide, les résultats des élections du 26 octobre 1908 donnent matière à réflexion : le parti de Laurier forme le gouvernement pour une quatrième fois d'affilée, mais il perd 14 sièges.
Deux questions vont tourmenter le prochain mandat de Laurier : la marine royale canadienne et la réciprocité avec les États-Unis. Elles donneront l'occasion à deux groupes adversaires, aux idées pourtant diamétralement opposées sur l'avenir du Canada, de faire alliance contre le gouvernement libéral.

#### La marine navale
La pression impérialiste ne faiblit pas. Les conférences coloniales sont devenues une institution permanente au sein de l'Empire britannique. Lors de la conférence de 1902, Laurier défend l'idée d'une coopération volontaire avec Londres. Il refuse ainsi le projet d’un conseil impérial que cherche à imposer le ministre britannique des Colonies, Joseph Chamberlain. Le Canada prend ses distances de Londres, mais le gouvernement britannique ne se compte pas pour battu.

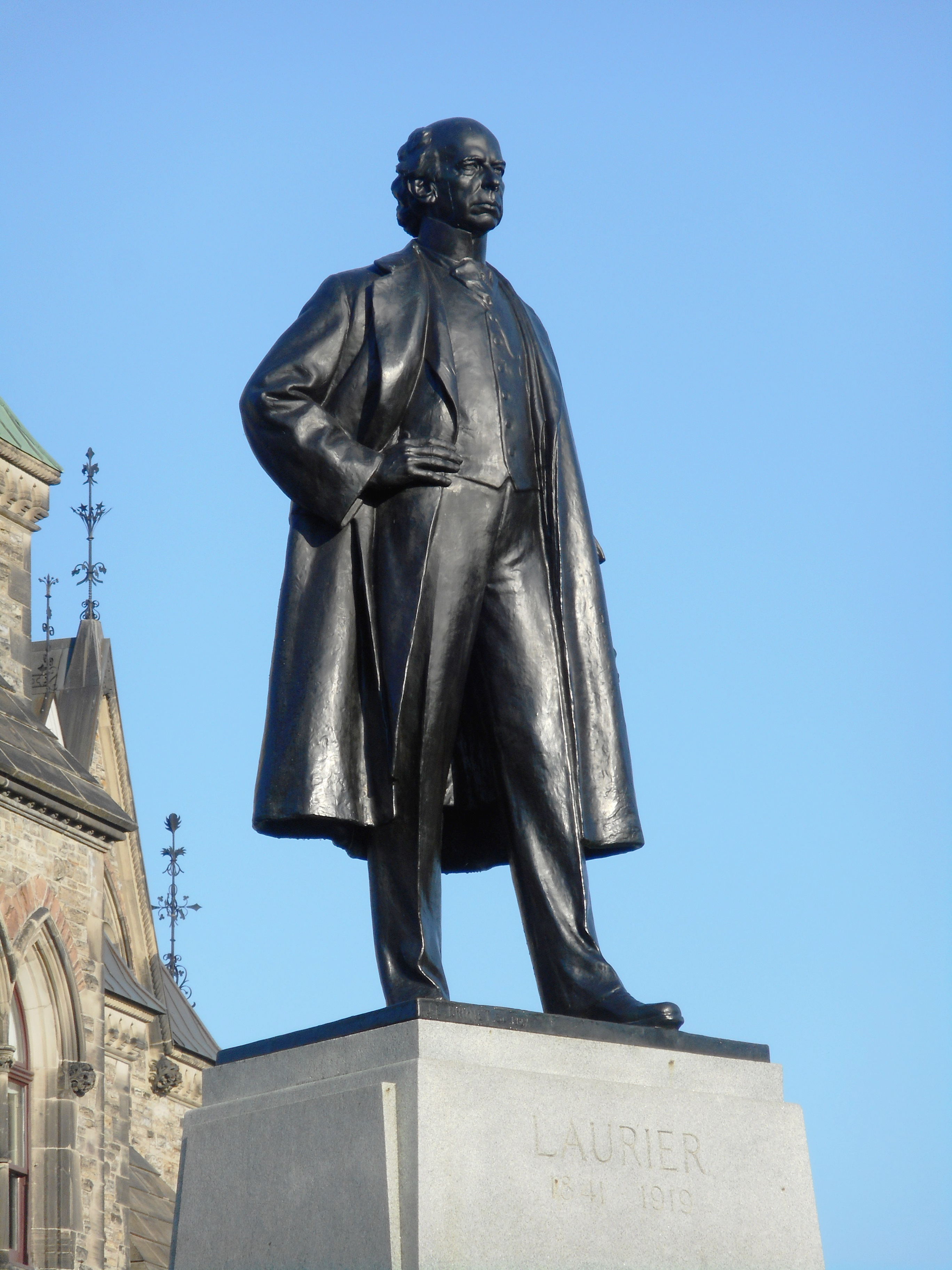
Statue de Laurier sur la colline du Parlement, à Ottawa (Ontario).

La rivalité entre le Royaume-Uni et l'Allemagne s'envenime en Europe. Le gouvernement britannique veut répondre à la menace posée par une nouvelle flotte de navires militaires allemands. En 1909, les Britanniques organisent une conférence spéciale au sujet de la défense. Laurier n'y va pas, mais il envoie deux de ses ministres.
Laurier dépose un projet de loi, le 12 janvier 1910, pour créer une marine canadienne pouvant combattre dans tout conflit, y compris ceux où le Royaume-Uni serait engagé. Cette marine consisterait initialement en une force de cinq croiseurs et six destroyers. Cette idée, amenée à la conférence spéciale sur la défense, est impopulaire au Canada, autant chez les francophones que chez les anglophones.
Pour le chef conservateur Robert Laird Borden, une telle marine serait à la fois coûteuse et inefficace. Les conservateurs préfèrent que le Canada verse une contribution financière aux Britanniques, pour qu'ils puissent construire de nouveaux vaisseaux de guerre. Les nationalistes du Québec, inspirés par Henri Bourassa qui vient de fonder le quotidien Le Devoir, s'opposent au projet, de crainte que le Canada ne soit entraîné contre son gré dans une guerre d'empires en Europe.
La loi est adoptée aux Communes, mais elle mine considérablement le leadership de Laurier. Malgré des positions divergentes, les conservateurs de Borden concluent un pacte avec les nationalistes de Bourassa, en vue de la prochaine élection. Dans la plupart des comtés, les nationalistes aideront ouvertement les conservateurs québécois. Borden assure les nationalistes qu'une place importante sera faite aux députés québécois dans un éventuel cabinet conservateur. L'idée est de battre Laurier à tout prix.
Wilfrid Laurier est outré par la démarche. Il dénonce la stratégie en 1911, mais il fait le bon constat : « Dans le Québec, les nationalistes disent que Laurier veut donner au Canada une marine qui servira dans toutes les guerres de l'Empire. Dans Ontario, Borden et ses amis disent que la marine du gouvernement Laurier est trop canadienne et ne sera d’aucun secours à l'Angleterre.»
À l'occasion d’une élection partielle, le 3 novembre 1910, le comté de Drummond-Arthabaska, où Laurier réside toujours lorsqu'il n’est pas à Ottawa, passe aux mains de l'opposition. Henri Bourassa, Armand Lavergne et leur groupe nationaliste font ainsi élire un cultivateur, l'ex-libéral Arthur Gilbert. C’est un coup de tonnerre dans le paysage politique du Québec. Ce comté est symbolique : Laurier y vit et l'a déjà représenté.
Dans le journal Le Devoir, Henri Bourassa écrit en page éditoriale : « C'est le revers le plus rude, le plus complet et surtout le plus personnel que M. Laurier ait subi depuis sa propre défaite, dans le même comté d’Arthabaska, en 1877. ‘C'est le commencement de la fin’ — tel est le mot qui a jailli de toutes les bouches. »

#### La réciprocité avec les États-Unis

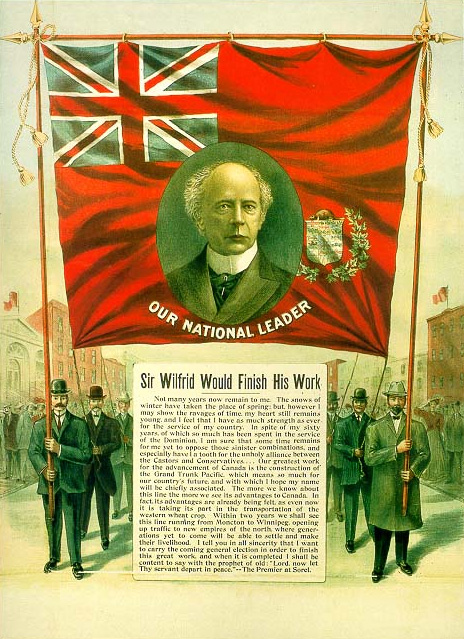
Affiche électorale de Wilfrid Laurier.

Une autre controverse surgit au sujet des échanges commerciaux entre le Canada et les États-Unis. À la suite d'un voyage dans l'Ouest canadien, à l'été 1910, Laurier tente de négocier le libre-échange concernant les produits de la pêche, les céréales, les animaux de la ferme et certains autres produits manufacturés. Le 26 janvier 1911, le ministre libéral Fielding annonce qu'un accord a été conclu avec les États-Unis.
Le Parti conservateur s'y oppose, de même que des hommes d'affaires libéraux, mais les agriculteurs et la plupart de gens de l'Ouest appuient l'entente. Alors que l'opposition dénonce le projet, Laurier, désireux d'en appeler à l'opinion publique sur la question, annonce des élections générales pour le 21 septembre 1911.
La campagne électorale est féroce. Les conservateurs dénoncent un risque d'annexion aux États-Unis et Laurier n’est pas aidé par des politiciens américains qui espèrent ouvertement que cela se produise. Une lettre du 10 janvier 1911, signée par le président américain William Taft et envoyée à son prédécesseur Theodore Roosevelt, est publiée dans les journaux. Taft avance que le Canada pourrait devenir une annexe des États-Unis, si l'accord de réciprocité est entériné officiellement.
Les conservateurs de Robert Laird Borden remportent l'élection du 21 septembre 1911. Ils font élire 134 sièges contre 87, pour les libéraux. Laurier redevient chef de l'opposition, après 15 années au pouvoir. Au Québec, l'alliance des conservateurs et des nationalistes leur permet d'obtenir 27 sièges, affaiblissant la majorité libérale dans la province. Le premier ministre Borden nomme des ministres parmi les députés conservateurs élus, notamment Frederick D. Monk, très proche de Bourassa.

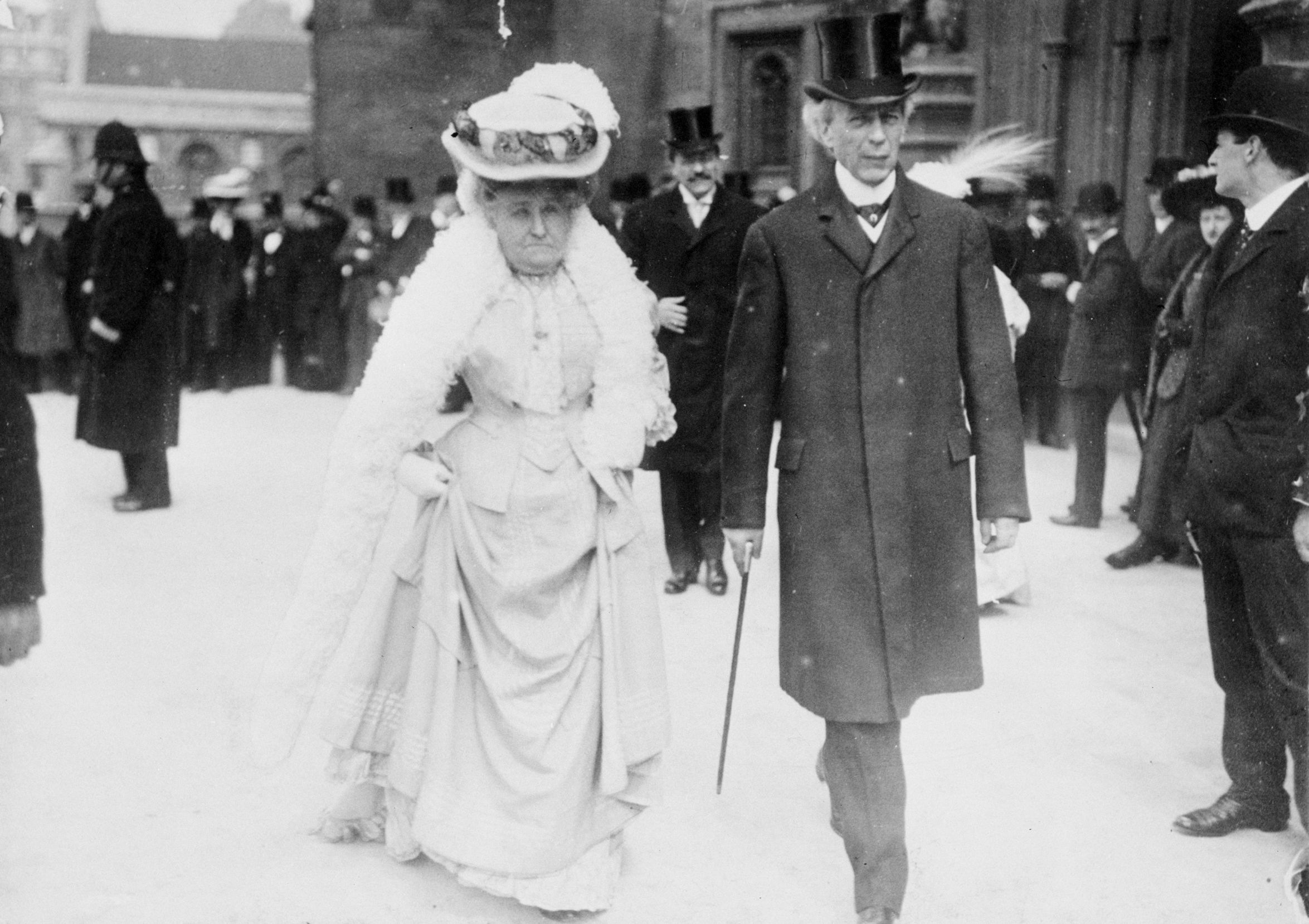
Sir Wilfrid et son épouse Lady Zoé, en 1907.

Les nationalistes canadiens-français se réjouissent de la défaite de Laurier, mais en l'entraînant vers la défaite, ils soutiennent toutefois l'arrivée d'un gouvernement conservateur beaucoup moins conciliant, plus impérialiste et davantage tourné vers sa base électorale, les anglophones protestants.

### Une fin de carrière dans l'opposition

#### La Première Guerre mondiale
Cette défaite n'est guère synonyme de repos pour Laurier. Au contraire, il reste en poste et réarrange l'administration du parti, créant un comité central d'organisation, sous la présidence de William Lyon Mackenzie King. Cependant, il touche très peu au programme du parti.
En décembre 1912, le gouvernement Borden propose de voter une contribution d'urgence de 35 millions de dollars afin que les Britanniques puissent construire trois navires de guerre. Laurier s'y oppose au nom de l’autonomie canadienne. Les sénateurs libéraux, majoritaires, rejettent définitivement le projet de loi le 29 mai 1913. Borden sort affaibli de cet épisode et perd son ministre Monk, ainsi que l'appui de Bourassa.
La situation des libéraux s'améliore. Reprendre le pouvoir est à nouveau envisageable lorsque la Première Guerre mondiale éclate. Toute la politique canadienne s'en trouve bouleversée.
Au mois d'août 1914, les Allemands envahissent la Belgique. Le Royaume-Uni entre en guerre contre l'Allemagne. La France imite les Britanniques. Wilfrid Laurier offre son entière collaboration à l'effort de guerre canadien. Il soutient le premier ministre Borden dans toutes les décisions militaires, en autant qu'il ne s’agisse pas d'imposer un service militaire obligatoire.
À la fin de 1914, Laurier assure que le service militaire obligatoire ne sera jamais imposé au Canada : « Si quelque Canadien, dans le passé, a été effrayé par le monstre de la conscription, il doit reconnaître maintenant que le monstre est un mythe. »
Laurier est catégorique, au Parlement d'Ottawa, au déclenchement du conflit : « Nous sommes sujets britanniques, et nous sommes aujourd'hui en face des conséquences qui découlent de cette fière situation […] Pendant longtemps nous avons dit que, lorsque la Grande-Bretagne est en guerre nous sommes en guerre, et nous comprenons aujourd'hui qu'elle est en guerre et que nous le sommes aussi. »
Face à l'essoufflement du recrutement volontaire et après des pertes importantes au Front, notamment lors de célèbre bataille de Vimy, le gouvernement canadien décide d'imposer la conscription militaire à l'été 1917.

#### La crise de la conscription
Le premier ministre Borden avait promis d'enrôler 500 000 soldats canadiens avant 1917. Mais les problèmes de recrutement sont importants, notamment au Québec. De 1914 à 1918, moins de 6 % des soldats du Corps expéditionnaire canadien seront francophones.
Les tensions ethnoculturelles, s'alignant sur les divisions linguistiques, prennent des proportions importantes. Le Règlement 17 de l'Ontario, promulgué par le gouvernement provincial en 1912, envenime les relations. S'inscrivant dans la lignée des lois votées au Manitoba ou dans les provinces de l'Ouest depuis 1890, le Règlement 17 suscite de vives tensions entre anti-impérialistes franco-catholiques et impérialistes anglo-protestants.
La conscription est la solution aux problèmes de recrutement, pour plusieurs élites politiques et journalistiques du Canada anglais. Ce n'est pas le cas du tout pour une majorité de Canadiens français, notamment au Québec, qui rejettent toute conscription.
En mai 1917, le gouvernement Borden dépose un projet de loi prévoyant que « tous les sujets britanniques de sexe masculin âgés de 20 à 45 ans (sont) susceptibles d'être appelés à faire leur service militaire.»

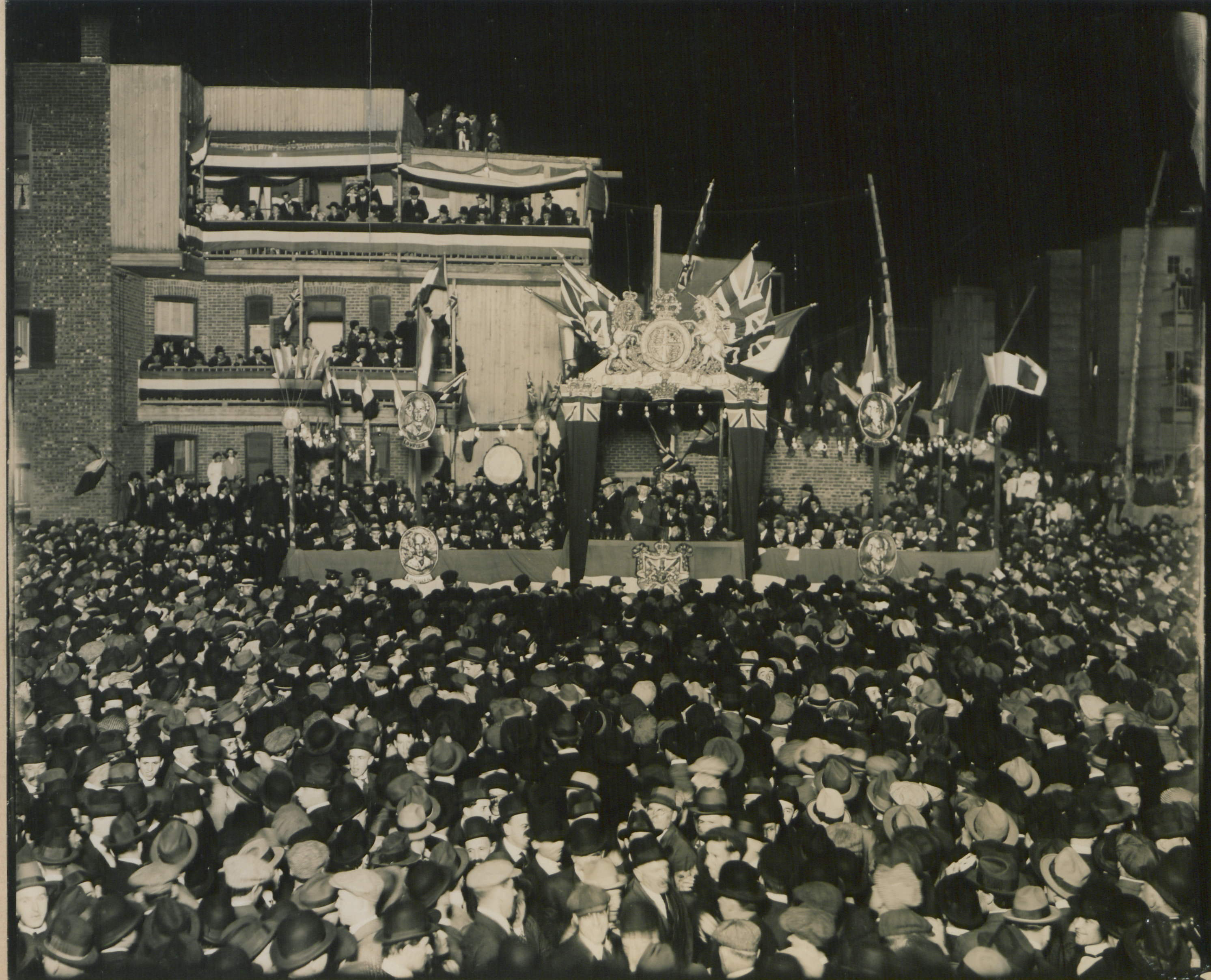
Wilfrid Laurier à Montréal, 27 septembre 1916.

Il demande à Laurier de former un gouvernement de coalition avec lui. Laurier refuse. Le Québec, qui a donné à Laurier des majorités confortables depuis 1896, ne lui pardonnerait jamais de s'allier à Borden sur un sujet d'une aussi haute importance.
Le 17 décembre 1917, des élections sont déclenchées au Canada, après un mandat exceptionnellement long de six ans et trois mois. Les résultats dévoilent la fracture idéologique qui divise Canadiens français et Canadiens anglais. Le nouveau Parti unioniste de Borden est élu et forme le gouvernement de coalition, qui compte des conservateurs mais aussi de nombreux députés libéraux conscriptionnistes ayant quitté le Parti libéral.
Borden balaie toutes les provinces canadiennes, à l'exception du Québec. Il remporte 153 sièges contre 82 pour les libéraux. À l'Ouest du Québec, ce sont 119 unionistes qui sont élus, contre 10 libéraux. C’est l’inverse au Québec : Laurier y fait élire 62 députés, contre seulement 3 unionistes.
Deux blocs distincts s'opposent. Le Dominion du Canada vit sa pire crise nationale depuis sa création en 1867. À la fin décembre 1917, un député québécois, Joseph-Napoléon Francoeur, dépose la première motion indépendantiste jamais présentée à l'Assemblée législative du Québec : « Que cette Chambre est d'avis que la province de Québec serait disposée à accepter la rupture du pacte fédératif de 1867 si, dans les autres provinces, on croit qu'elle est un obstacle au progrès et au développement du Canada. » La motion est retirée en janvier 1918, mais elle cause de l'émoi dans les journaux.
Des émeutes éclatent à Québec durant la fin de semaine de Pâques 1918, où quatre civils sont tués par des soldats canadiens-anglais venus rétablir l'ordre public.
Les deux plus importants fondements de la carrière de Laurier sont en péril : l'unité nationale et l'unité du Parti libéral. Il vit les pires épreuves de sa carrière politique. La gymnastique politique, afin d'accommoder autant la majorité anglo-protestante que la minorité franco-catholique, se révèle inefficace en cette époque tourmentée.
Wilfrid Laurier ne démissionne pas : il reste chef d'un Parti libéral décimé. Il entrevoit toutefois la reconstruction après l'armistice du 11 novembre 1918.

#### La mort
Wilfrid Laurier est mal en point en 1918. Le 19 juin, il écrit à son collègue libéral Jacques Bureau : « Je suis toujours retenu chez moi. Je suis malade sans l'être […] Je suis sous traitement, et tous les jours, je me rends à l'hôpital pour des injections. » En juillet, il songe à démissionner de son poste, mais décide finalement de rester.
Le samedi 15 février 1919, il se rend à son bureau, après avoir participé à une réunion au Club canadien d'Ottawa. En fin d'après-midi, il est pris d'un vertige et tombe au sol. Il rentre seul chez lui. À 11h00, le dimanche 16 février, il est foudroyé par une hémorragie cérébrale. Quelques amis intimes veillent à son chevet. Les derniers mots qu'il aurait soufflés, sont pour son épouse Zoé : « C'est la fin». Il meurt le lendemain, chez lui à Ottawa, le lundi après-midi 17 février 1919.

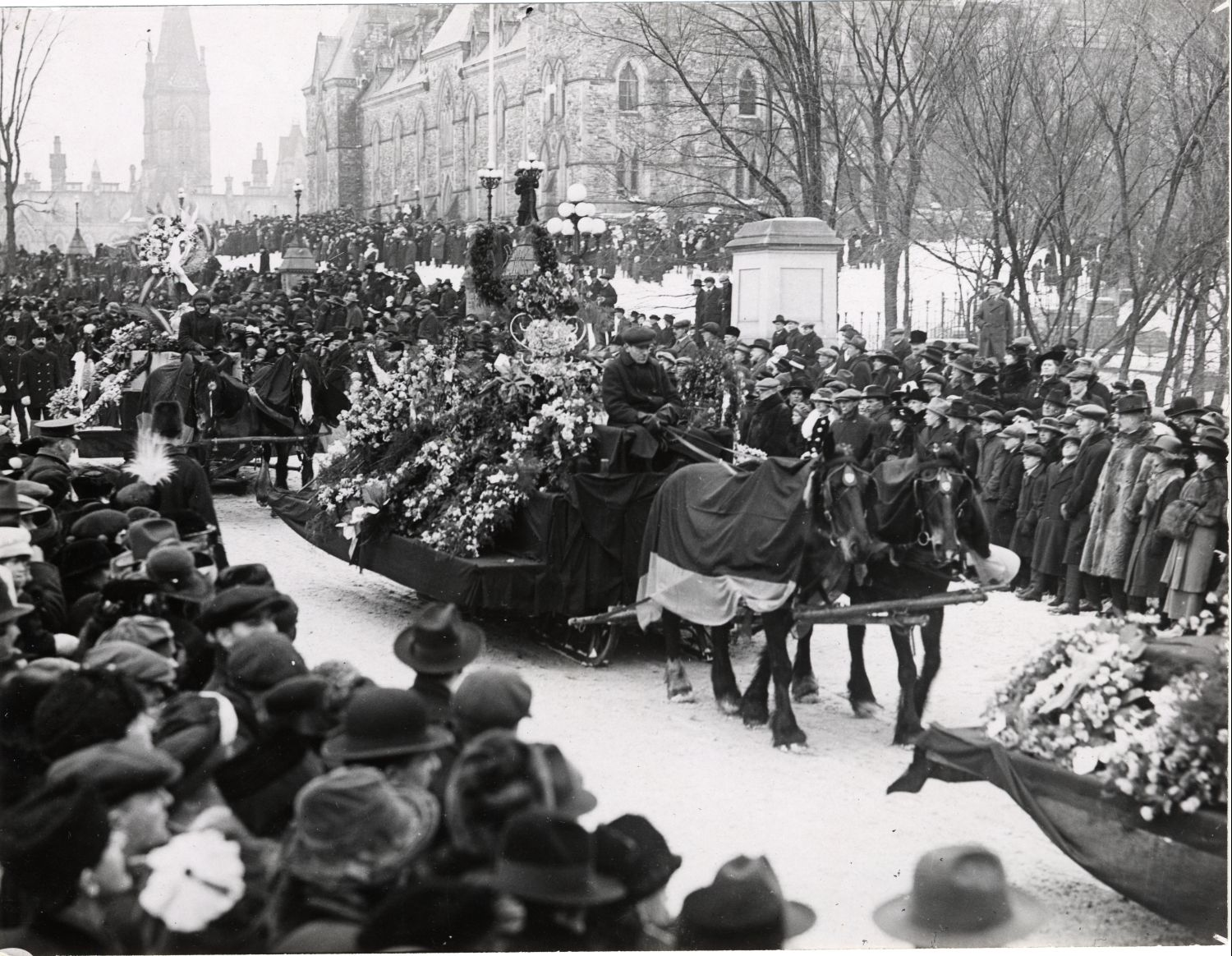
Funérailles de Sir Wilfrid Laurier - Vue du cortège funèbre près du Parlement, les chars portant les tributs floraux.

Le samedi 22 février 1919, 100 000 personnes se massent le long des rues de la capitale fédérale pour lui rendre hommage. Il est inhumé le même jour, au cimetière Notre-Dame à Ottawa, en Ontario.

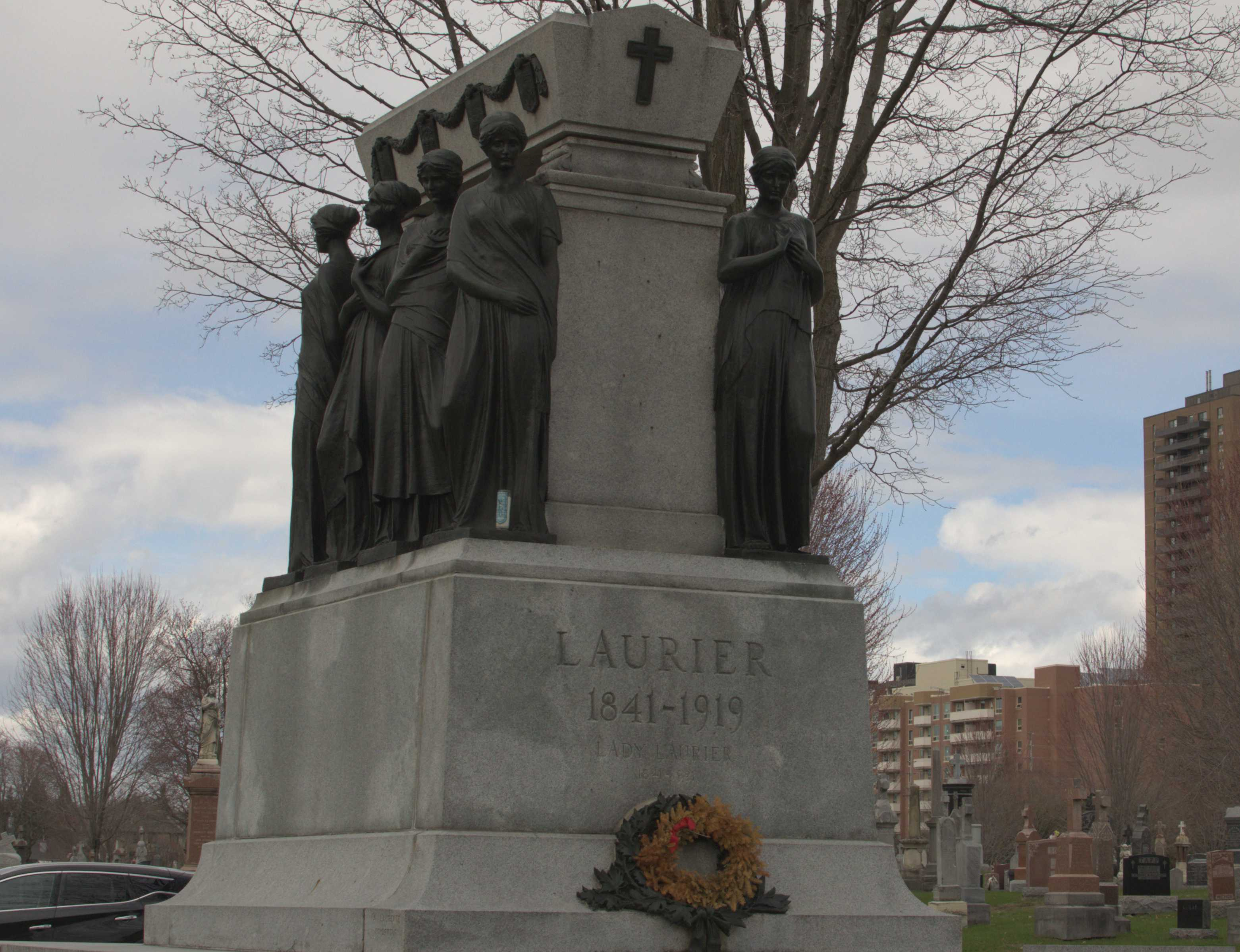
La tombe de Wilfrid Laurier au cimetière Notre-Dame

### Vie privée
Wilfrid Laurier est célibataire à son arrivée dans le petit village de L'Avenir en novembre 1866. Il a 25 ans et sa santé lui cause des soucis. Depuis l'enfance, il connaît des épisodes de toux chronique et de fatigue qui le gardent parfois alité pendant plusieurs jours.
Il déménage dès décembre 1866 à Victoriaville, puis à Arthabaskaville en septembre 1867. C’est dans ce village québécois des Bois-Francs qu'il prend racine. Il y aura une demeure principale jusqu'à sa mort.
Arthabaskaville, c'est aussi un endroit de repos pour se ressourcer, refaire sa santé et visiter ses amis les plus intimes, comme Joseph Lavergne et Ernest Pacaud. Il y est entouré aussi d'artistes, dont le célèbre peintre et sculpteur Marc-Aurèle de Foy Suzor-Coté.
Le 12 mai 1868, Zoé Lafontaine est sur le point d'épouser un prétendant, Pierre Valois. Wilfrid Laurier et elle étaient pensionnaires chez le docteur Séraphin Gauthier pendant plusieurs années. Ils étaient amoureux. Les années de romance n'avaient cependant pas abouti à un engagement. Laurier avait jusque-là refusé de demander sa main en raison de son état de santé, qu'il jugeait déficient, et de sa relative pauvreté matérielle.
La même journée du 12 mai, le docteur Gauthier télégraphie à Laurier : il est immédiatement requis à Montréal. Après l'avoir ausculté, le docteur lui confirme qu'il souffre d'une bronchite chronique, qui n'a rien à voir avec d'autres maladies comme la tuberculose.
Le 13 mai 1868, contre toute attente, Wilfrid Laurier marie Zoé Lafontaine en la cathédrale Saint-Jacques de Montréal. C'est un mariage rapide, en l'absence du père Carolus Laurier. Les époux n'auront pas d'enfants. La vie conjugale sera agitée, notamment par une idylle avec Émilie Barthe, l’épouse de l'avocat Joseph Lavergne. L'historien Réal Bélanger évoque la passion éprouvée pour Émilie Barthe comme « la liaison romantique la plus célèbre de l'histoire politique canadienne.»
Le bruit court que, de leur relation qui s'est étendu sur une vingtaine d’années, serait né Armand Lavergne en 1880, plus tard journaliste, politicien et nationaliste bien en vue au Québec. Une quarantaine de lettres de Laurier à Barthe, datées de 1891 à 1893 et presque toutes écrites en anglais, ont été obtenues par l'historien Marc La Terreur en 1963.
Laurier aurait renvoyé les lettres que Barthe lui avait écrites vers 1897, une façon de mettre un terme à l'histoire. Personne n'a jamais retrouvé ces lettres. Le mystère reste entier quant à leur contenu.
Après 1897, Zoé Lafontaine et Wilfrid Laurier se rapprochent, aux dires des biographes. Zoé meurt deux ans après son mari, à Ottawa, le 1er novembre 1921.
Le 11 novembre 1905, Laurier finance avec son épouse le voyage d'études musicales en Europe de sa nièce Éva Gauthier, qui devient par la suite une célèbre cantatrice.

## Citations célèbres
- « Il est vrai qu'il existe en Europe, en France, en Italie et en Allemagne, une classe d’hommes qui se donnent le titre de libéraux, mais qui n'ont de libéral que le nom, et qui sont les plus dangereux des hommes. Ce ne sont pas des libéraux, ce sont des révolutionnaires […] Avec ces hommes, nous n'avons rien en commun. »

- Québec, Québec, 26 juin 1877.
- « Si j'avais été sur les bords de la Saskatchewan, j'aurais, moi aussi, épaulé mon fusil! »

- Montréal, Québec, 22 novembre 1885. 
- « Le gouvernement est très venteux. Il souffle, rage et menace, mais plus il le fait et plus Greenway s'accroche à son manteau. Si j'en avais le pouvoir, j’essaierais la voie ensoleillée. J'approcherais Greenway avec le chaud rayon du patriotisme, je lui demanderais d'être juste et équitable, d'être généreux envers la minorité afin que la paix règne entre les croyances et les races qu'il a plu à Dieu de nous envoyer dans le coin de pays que nous partageons. »

- Morrisburg, Ontario, 8 octobre 1895.
- « Mon cher Henri, la province de Québec n'a pas d’opinion, elle n'a que des sentiments. »

- Ottawa, Ontario, 12 octobre 1899.
- « De même que le 19e siècle a été connu dans l'histoire comme le siècle du progrès des États-Unis, ainsi le 20e siècle sera connu comme celui du progrès du Canada. »

- Toronto, Ontario, 14 octobre 1904.
- « Nous sommes sujets britanniques, et nous sommes aujourd'hui en face des conséquences qui découlent de cette fière situation […] Pendant longtemps nous avons dit que, lorsque la Grande-Bretagne est en guerre nous sommes en guerre, et nous comprenons aujourd'hui qu'elle est en guerre et que nous le sommes aussi. »

- Ottawa, Ontario, 19 août 1914.

## Médias et télévision
Laurier, mini-série en 3 épisodes produite par Radio-Canada en 1987 avec Albert Millaire dans le rôle titre.
Le personnage de Wilfrid Laurier joué par Brian Paul apparaît dans la série Murdoch Mysteries avec Stephen Harper dans un caméo dans l'épisode 7 de la saison 4.
Wilfrid Laurier : C'est compliqué : Balado en français de Bibliothèque et Archives Canada, le 17 novembre 2016.
Wilfrid Laurier: It's Complicated : Balado en anglais de Bibliothèque et Archives Canada, le 17 novembre 2016.

### Jeux vidéo
Wilfrid Laurier est le dirigeant du peuple canadien dans le jeu vidéo Civilization VI: Gathering Storm.

## Honneurs

### Municipalités et villes
- La ville de Mont-Laurier porte son nom depuis 1909.
- La ville de Laurierville tient son nom de l'homme politique depuis 1902
- La ville de Laurier-Station, dans Chaudière-Appalaches, au Québec.
- La ville de Laurier au Manitoba porte son nom.
- L'escadron de cadets 879 de Saint-Lin Laurentides, porte son nom

### Toponymes
- L'avenue Laurier, à Montréal, est baptisée en son honneur en 1899.
- Il y a un boulevard à son nom à Québec : le boulevard Laurier ainsi qu'une avenue, l'avenue Wilfrid-Laurier.
- Rue Wilfrid-Laurier à Paris.

### Lieux naturels
- Le mont Sir-Wilfrid au nord-ouest de Mont-Laurier et près du lac Windigo a été nommé en son honneur.
- Le mont Sir-Wilfrid-Laurier (3 516 m) situé dans la chaîne Cariboo, en Colombie-Britannique, a été nommé en son honneur.

### Monuments
- Le Monument Wilfrid-Laurier est présent sur le Boulevard Langelier  à Québec depuis 1954. Il s'agit d'une oeuvre d'Émile Brunet et d'André Gilbert comme celui de Montréal.

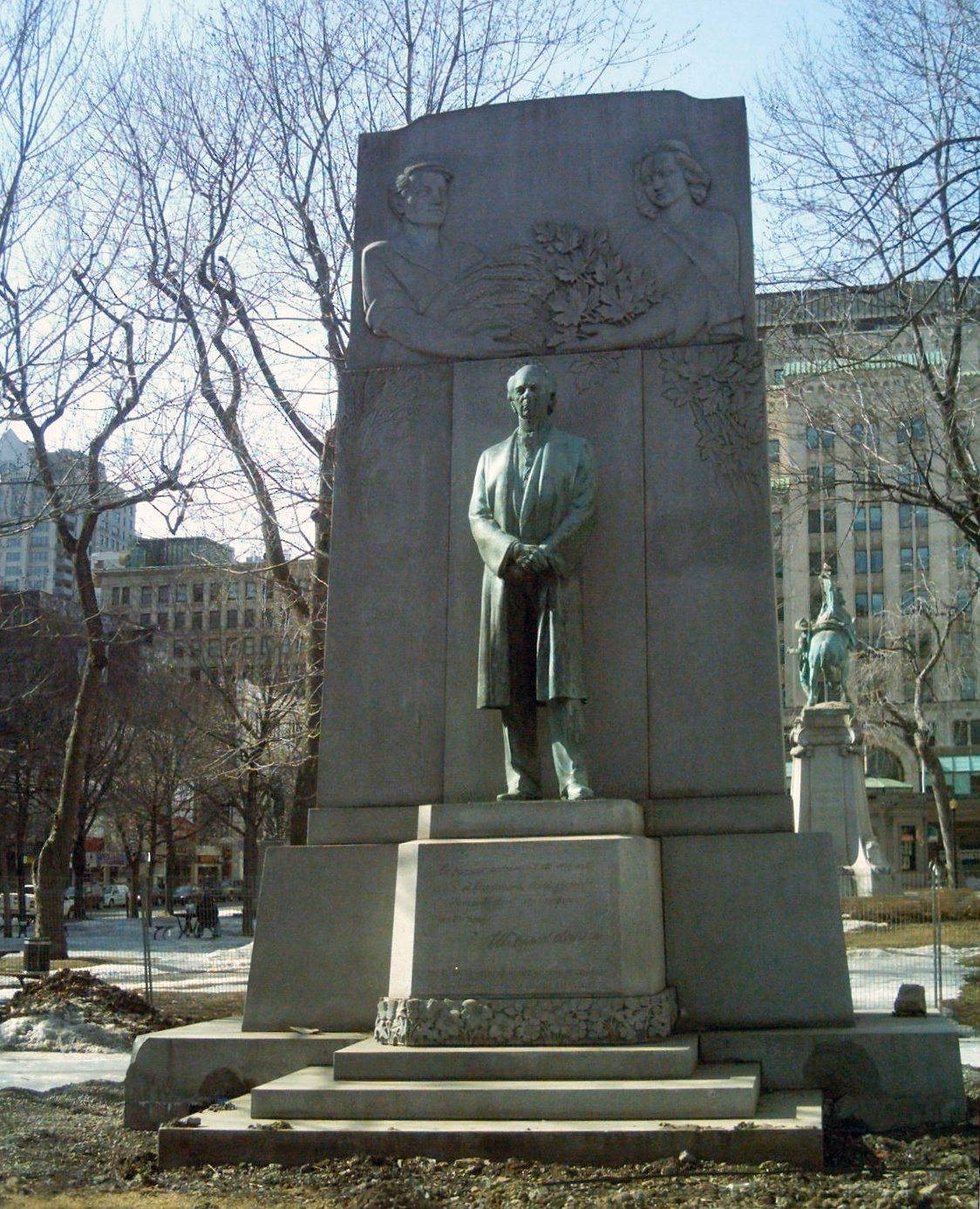
Monument à Wilfrid Laurier (1953), sculpture d'Émile Brunet, au square Dorchester à Montréal.

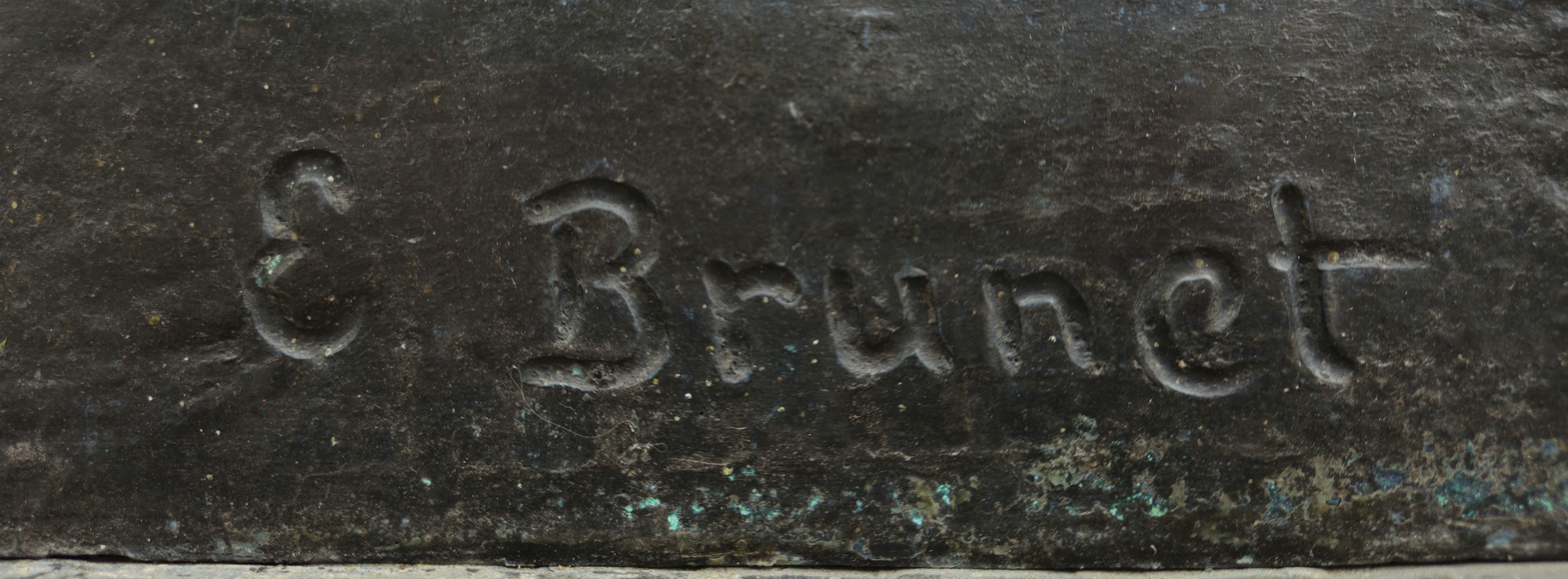
Signature de la sculpture d'Émile Brunet et André Gilbert située à Québec, dans le parc du boulevard Langelier.

### Numismatique
- Il est représenté sur le billet de 5 $ de la monnaie canadienne. En 2020, la Banque du Canada annonce la création d'un nouveau billet de 5 $ avec une nouvelle personne figurant sur le billet[131],[132].

### Lieux publics
Trois musées classés lieux historiques nationaux et un Lieu historique national du Canada honorent sa mémoire :

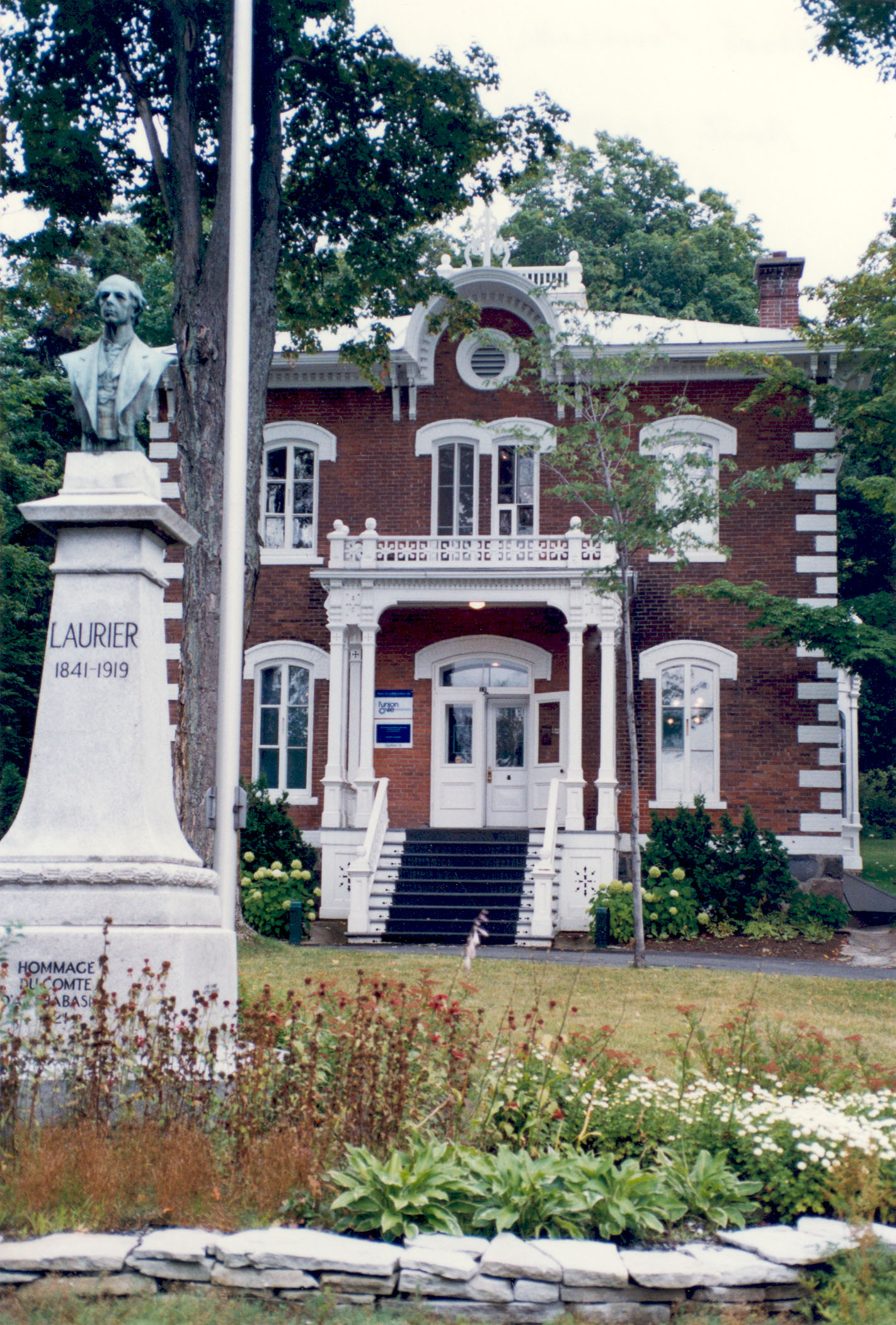
Musée Laurier à Victoriaville.

- Lieu historique national de Sir-Wilfrid-Laurier à Saint-Lin–Laurentides
- Château Laurier à Ottawa
- Maison Laurier à Ottawa
- Musée Laurier à Victoriaville

### Éducation
- Université Wilfrid-Laurier

### Transports publics
- Station de métro Laurier à Montréal

### Archives
- Un fonds d'archives de Wilfrid Laurier est conservé au centre d'archives de Québec de Bibliothèque et Archives nationales du Québec[134]. Il y a aussi un fonds d'archives Wilfrid Laurier à Bibliothèque et Archives Canada[135].

## Écrits
Wilfrid Laurier est l'auteur de plusieurs articles parus dans les journaux et revues de son époque, de même que de discours et de conférences qui ont été rassemblés en volumes. Des extraits de sa correspondance ont également été publiés après sa mort.
- Wilfrid Laurier on the Platform. 1871-1890, Québec, Turcotte & Ménard, 1890, 624 p.
- Wilfrid Laurier à la tribune. 1871-1890, Québec, Turcotte & Ménard, 1890, 617 p.
- Discours à l'étranger et au Canada, Montréal, Librairie Beauchemin, 1909, 472 p.
- Discours de Sir Wilfrid Laurier, Montréal, Librairie Beauchemin, 1920, 2 volumes.
- Letters to my father and mother, Toronto, Ryerson Press, 1935, 148 p.
- Lettres à mon père et à ma mère, 1867-1919, Arthabaska, Imprimerie d'Arthabaska, 1935, 349 p.
- Dearest Émilie. The love-letters of Sir Wilfrid Laurier to Madame Lavergne, Toronto, NC Press, 1989, 159 p.
- Chère Émilie. Une correspondance de Sir Wilfrid Laurier, Montréal, Éditions du Méridien, 1991, 156 p.

### En français
- Auclair, Abbé Élie-Joseph, « Wilfrid Laurier [archive] », dans Figures canadiennes. Deuxième série, Montréal, Éditions Albert Lévesque, 1933, p. 112-121.
- Arend, Sylvie et Julianna Drexler, Sir Wilfrid Laurier. Une bibliographie choisie et annotée/Sir Wilfrid Laurier. An Annotated and Selected Bibliography, Toronto, Éditions du Gref, 2002, 344 p.
- Barthe, Ulric, Wilfrid Laurier à la tribune : recueil des principaux discours prononcés au parlement ou devant le peuple, depuis son entrée dans la politique active en 1871, Québec, Turcotte et Ménard, 1890, 617 p.
- Bélanger, Réal, « Laurier, sir Wilfrid [archive] », Dictionnaire biographique du Canada, vol. 14, Université Laval/University of Toronto, 1998.
- Bélanger, Réal, « Sir Wilfrid Laurier [archive] », L'encyclopédie canadienne, Toronto, Historica Canada, 23 mars 2015.
- Bélanger, Réal, Wilfrid Laurier. Quand la politique devient passion, Québec, Presses de l'Université Laval, 1986, 484 p. ; Prix Maxime-Raymond en 1990 -- 2e édition revue et mise à jour en 2007.
- Brown, Craig, Histoire générale du Canada, Montréal, Boréal, 1990, 694 p.
- Brunet, Michel, « L’Église catholique du Bas-Canada et le partage du pouvoir à l’heure d’une nouvelle donne (1837-1854) », dans Jean-Paul Bernard, Les idéologies québécoises au 19e siècle, Montréal, Boréal, 1973, p. 83-97.
- Bourassa, Henri, La conférence impériale et le rôle de M. Laurier, Montréal, Le Devoir, 1911, 80 p.
- Bourassa, Henri, Que devons-nous à l’Angleterre? La défense nationale, la révolution impérialiste, le tribut à l’Empire, Montréal, 1915, 420 p.
- Corbo, Claude, Armand et Sir Wilfrid, Montréal, Del Busso, 2022, 232 p.
- Corbo, Claude et Yvan Lamonde, Une anthologie de la pensée politique au Québec de la Conquête à la Révolution tranquille 1760-1960, Les Presses de l’Université de Montréal, Montréal, 1999, 576 p.
- David, Laurent-Olivier, Laurier. Sa vie, ses œuvres, Beauceville, L'Éclaireur, 1919, 268 p.
- David, Laurent-Olivier, Laurier et son temps, Montréal, Cie de publication de La Patrie, 1905, 159 p.
- Duclos DeCelles, Albert, Laurier et son temps, Montréal, Librairie Beauchemin, 1920, 228 p.
- Frère Antoine, Laurier, citoyen d'Arthabaska, Victoriaville, [s.n.], 1961, 167 f.
- Galarneau, Claude, « Les collèges classiques au Canada Français », dans le Cahier des dix, 42, 1979, p. 75-87.
- Godbout, Dominique, Benjamin Franklin, le Grand « Illuminé ». Son acolyte à Montréal, l'imprimeur Fleury Mesplet. Son frère « Rose-Croix » de la Loge des Neuf sœurs à Paris, l'infâme et pervers Voltaire. Nos « Illuminés » canadiens, Louis-Joseph Papineau et Wilfrid Laurier, La Sarre, Édition privée, 2001, 129 p.
- Kelly, Stéphane, Les fins du Canada selon Macdonald, Laurier, Mackenzie King et Trudeau, Montréal, Éditions du Boréal, 2001, 287 p.
- Jolivet, Simon, Le vert et le bleu. Identité québécoise et identité irlandaise au tournant du xxe siècle, Montréal, Les Presses de l’Université de Montréal, 2011, 292 p.
- Jolivet, Simon, « Orange, vert et bleu : les orangistes au Québec depuis 1849 », Bulletin d’histoire politique, vol. 18, no 3, 2010, p. 67-68.
- Lacoursière, Jacques et Jean Provencher et Denis Vaugeois, Canada-Québec. Synthèse historique 1535-2000, Sillery, Septentrion, 2018, 616 p.
- Lamonde, Yvan, Histoire sociale des idées au Québec, 1760-1896, Montréal, Fides, 2000, 572 p.
- Lapierre, Laurier Lucien, Sir Wilfrid Laurier. Portrait intime, Montréal, Éditions de l'Homme, 1997, 400 p. -- Traduit de l'anglais par Jacques Vaillancourt.
- Lefebvre, Jean-Jacques, « Famille Laurier. Sir Wilfrid Laurier (1919), sa famille et ses proches alliés », dans Mémoires de la Société royale du Canada, 4e série, tome 6, section 1, 1968, p. 143-158.
- Linteau, Paul-André et René Durocher et Jean-Claude Robert, Histoire du Québec contemporain, tome 1, Montréal, Boréal, 1989,
- Moreau, Henri, Sir Wilfrid Laurier, premier ministre du Canada, Paris, Plon-Nourrit et cie, imprimeurs-éditeurs, 1902, 299 p.
- Olivier, Réjean, Wilfrid Laurier, ancien élève du Collège de l'Assomption. 22e cours, 1854-1860, L'Assomption, Collège de l'Assomption, 1987, 83 p.
- Ouellet, Fernand, « Nationalisme canadien-français et laïcisme au XIXe siècle », dans Jean-Paul Bernard, Les idéologies québécoises au 19e siècle, Montréal, Boréal, 1973, p. 37-60.
- Pratte, André, Wilfrid Laurier, Montréal, Éditions du Boréal, 2011, 204 p.
- Provencher, Jean, Québec sous la loi des mesures de guerre, 1918, Trois-Rivières, Les Éditions du Boréal Express, 1971, 146 p.
- Racan-Bastien, Paul-Émile, Généalogie ascendante de Sir Wilfrid Laurier, premier ministre du Canada, originaire du Québec, Longueuil, Éditions historiques et généalogiques Pepin, 2001, 95 p.
- Rumilly, Robert, Sir Wilfrid Laurier, Canadien, Paris, Ernest Flammarion, 1931, 209 p.
- Stewart, Roderick, Wilfrid Laurier. Œuvrer pour l'unité du Canada, Montréal, XYZ éditeur, 2008, 190 p. -- traduit de l'anglais par Hélène Rioux.
- Schull, Joseph, Laurier, Montréal, Éditions HMH, 1968, 530 p. -- Traduit par Hélène J. Gagnon.
- Spigelman, Martin, Wilfrid Laurier, Montréal , Lidec, 1979, 62 p. -- Traduction de Gabrielle et François Raymond ; rédaction de Bernard-Pierre Paquet.
- Tanghe, Raymond, Laurier. Artisan de l'unité canadienne, 1841-1919, Tours, Mame, 1960, 191 p.
- Trépanier, Anne, « Représentations de la Confédération comme mise en abyme du Canada-à-renaître : perspectives de recherche. », dans Recherches sociographiques, 56, 1, 2015, p. 23-52.

### En anglais
- Arend, Sylvie et Julianna Drexler, Sir Wilfrid Laurier. Une bibliographie choisie et annotée/Sir Wilfrid Laurier. An Annotated and Selected Bibliography, Toronto, Éditions du Gref, 2002, 344 p.
- Arndt, John et Richard Woeller, A Laurier bibliography, Warterloo, Ontario, The Library, 1973, 24 p.
- Armstrong, Elizabeth H., The Crisis of Quebec, 1914-1918, USA, 1937, réimprimé en 1973.
- Bourassa, Henri, The Duty of Canada at the present hour, An address meant to be delivered at Ottawa, in November and December, 1914, but twice suppressed in the name of “Loyalty and Patriotism”, Montréal, Imprimerie du Devoir, 44 p.
- Brown, Craig et Ramsay Cook, Canada : 1896-1921 A Nation Transformed, Toronto, 1983.
- Clippingdale, Richard, Laurier, His Life and World, Toronto et Montréal, McGraw-Hill Ryerson, 1979, 224 p.
- Cook, Ramsay, Conscription 1917, Toronto, University of Toronto Press, 1969, 77 p.
- Dafoe, John Wesley, Laurier. A Study in Canadian Politics, Toronto, Thomas Allen, 1922, 182 p.
- Granatstein, J.L. et Norman Hillmer, Prime Ministers : Ranking Canada's Leaders, 1999, p. 46-60.
- Lapierre, Laurier Lucien, Sir Wilfrid Laurier and the romance of Canada, Toronto, Stoddart, 1996, 384 p.
- MacSkimming, Roy, Laurier in Love. A Novel, Toronto, Thomas Allen, 2010, 284 p.
- McArthur, Peter, Sir Wilfrid Laurier, London, J.M. Dent & Sons, 1919, 183 p.
- Neatby, Herbert Blair, Laurier and a Liberal Quebec. A Study in Political Management, Toronto, McClelland and Stewart, 1973, 244 p.
- Pennington, Christopher, The Destiny of Canada. Macdonald, Laurier, and the Election of 1891, Toronto, Allen Lane Canada, 2011, 336 p.
- Robertson, Barbara, Sir Wilfrid Laurier. The Great Conciliator, Toronto, Oxford University Press, 1991, 160 p.
- Schull, Joseph, Laurier. The First Canadian, Toronto : Macmillan, 1966, 704 p.
- Skelton, Oscar Douglas, Life and letters of Sir Wilfrid Laurier, Toronto, S.B. Gundy, 2 vol.. (en ligne: vol. 1 et 2)
- Skelton, Oscar Douglas, The Day of Sir Wilfrid Laurier. A Chronicle of Our Own Times, Toronto, Glasgow, Brook & Co., 1916, 340 p.
- Spigelman, Martin, Wilfrid Laurier, Don Mills, Ont., Fitzhenry & Whiteside, 1978, 62 p.
- Stevens, Paul Douglas, Laurier and the Liberal party in Ontario, 1887-1911, thèse de doctorat, University of Toronto.
- Stewart, Roderick, Wilfrid Laurier. A Pledge for Canada, Montréal, XYZ, 2002, 175 p.
- Waite, Peter Busby, Canada, 1874-1896 : Arduous Destiny, 1971.
- Waite, Peter Busby, The Life and Times of Confederation, 1864-1867, Toronto, Robin Brass Studio, 2001, 448 p.
- Willison, John, Sir Wilfrid Laurier, Toronto, Oxford University Press, 1926, 526 p.
- Willison, John, Sir Wilfrid Laurier and the Liberal Party: A Political History, Toronto, George N. Morang and Company, 1903, 2 vol. (en ligne: vol. 1 et 2)